# North American P-51 Mustang
El North American P-51 Mustang fue un caza y caza de escolta monomotor estadounidense de largo alcance, utilizado por las Fuerzas Aéreas del Ejército de los Estados Unidos (USAAF) durante la Segunda Guerra Mundial y la Guerra de Corea, entre otros conflictos. El Mustang fue diseñado en 1940 por North American Aviation (NAA) en respuesta a un requerimiento de la Comisión de Adquisiciones del Reino Unido. La Comisión de Adquisiciones se acercó a North American Aviation para construir cazas Curtiss P-40 bajo licencia para la Real Fuerza Aérea (RAF). En lugar de construir un diseño antiguo de otra compañía, North American Aviation propuso el diseño y la producción de un caza más moderno. El prototipo NA-73X se puso en marcha el 9 de septiembre de 1940, 102 días después de la firma del contrato, y voló por primera vez el 26 de octubre.
La versión definitiva, el P-51D, estaba impulsada por el Packard V-1650-7, una versión del motor Rolls-Royce Merlin 66 sobrealimentado de dos velocidades y armado con seis ametralladoras Browning M2/AN de calibre .50 (12,7 mm).
Desde finales de 1943, P-51B y C (complementados con P-51D desde mediados de 1944) fueron utilizados por las USAAF para escoltar a los bombarderos en incursiones sobre Alemania, mientras que en la Segunda Fuerza Aérea Táctica de la RAF y en la Novena Fuerza Aérea de las USAAF fueron usados como cazabombarderos, papeles en los que el Mustang ayudó a asegurar la superioridad aérea aliada en 1944. El P-51 también fue utilizado por las fuerzas aéreas aliadas en los teatros del norte de África, Mediterráneo, Italia y el Pacífico. Durante la Segunda Guerra Mundial, los pilotos de Mustang afirmaron haber destruido 4950 aviones enemigos. Entre los aviones aliados, el total de victorias de Mustang en la Segunda Guerra Mundial fue el segundo, detrás del Grumman F6F Hellcat.

## Diseño y desarrollo

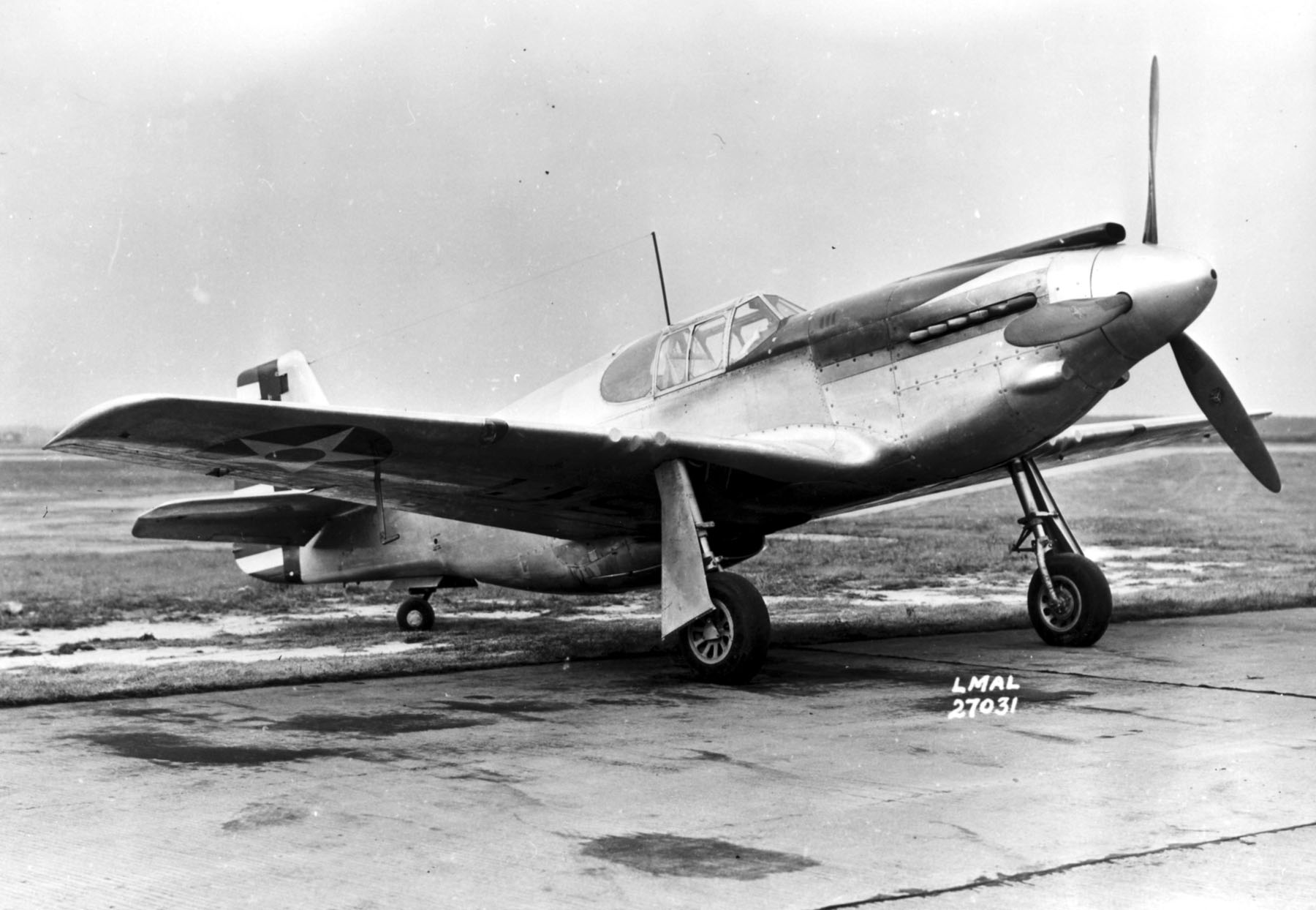
Prototipo XP-51, número de serie 41-039.

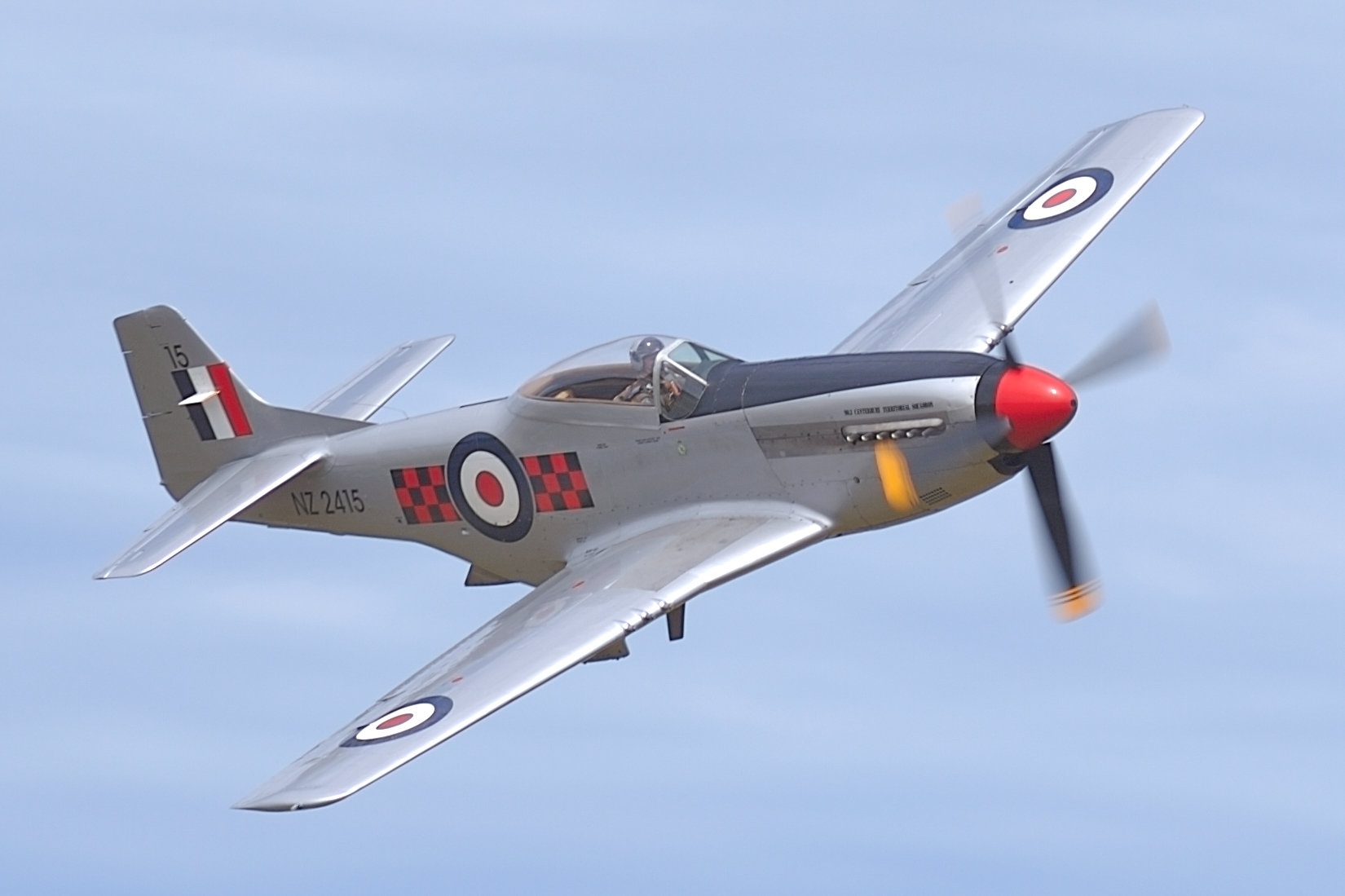
Un P-51D Mustang de 1944 con las marcas del Escuadrón neozelandés durante su participación en la exhibición Wings over Wairarapa de 2007.

### Nacimiento
En abril de 1940, la Comisión de Adquisiciones del Reino Unido se dirigió a la North American Aviation (NAA) con la intención de que esta produjese para la RAF un caza norteamericano, el Curtiss P-40. Gran Bretaña buscaba un avión de apoyo cercano y toda la producción de Curtiss estaba ya comprometida. El P-40 era un caza de segunda categoría, y la respuesta inmediata de la NAA fue que hacía tiempo que deseaba construir un caza realmente de primera, y que con mucho gusto lo haría para Gran Bretaña.
La NAA se comprometió a tener listo el prototipo en el increíble tiempo de 4 meses. Cumplió su palabra, puesto que el NA-73X estuvo listo a los 102 días de la firma del contrato. Pero la compañía Allison, proveedora del motor V-1710 de 1150 hp, se retrasó 20 días en la entrega; finalmente, el 28 de octubre de 1940, el piloto de pruebas Vance Breese realizó el primer vuelo del elegante aparato, aún sin distintivos.
El NA-73X, que fue diseñado por un equipo dirigido por el ingeniero jefe Edgar Schmued, siguió la mejor práctica convencional de la época, pero incluía varias características nuevas. El nuevo caza era una máquina de superficie totalmente metálica, como el Messerschmitt, pero bastante más grande, del mismo tamaño aproximadamente que el viejo Hawker Hurricane entelado. Su línea aerodinámica era mucho más moderna que la de cualquier otro. Tenía alas de perfil laminar, con la parte más gruesa mucho más atrás de lo usual. El motor, refrigerado por líquido, tenía el radiador muy atrás, bajo la sección final del fuselaje, en la posición más eficiente, y estaba instalado en un conducto de perfil alargado con una válvula de salida regulable, de tal modo que el aire caliente, en vez de crear un obstáculo, podía comportarse como una unidad de retropropulsión y ayudar a impulsar al aparato. Esto explica por qué el NA-73X era mucho más largo que el Bf 109: para poder llevar más combustible, mucho más que ningún caza europeo monomotor. Más combustible significaba no solo una máquina más grande, sino también más pesada, y el NA-73X podía haber sido incómodo e ineficaz. Pero en la práctica, como muy pronto descubrió Breese, se convirtió en un ganador absoluto. Alcanzó los 615 km/h. Su armamento no era algo devastador, pero cumplía su propósito: cuatro ametralladoras de 7,7 mm en las alas y dos ametralladoras de 12,7 mm en el fuselaje.
En el quinto vuelo, Paul Balfour cometió un error en la distribución del combustible, y el motor falló en un momento crucial; el avión quedó destruido tras un aterrizaje forzoso, pero el incidente apenas revistió importancia.

### Entrada en servicio
La solicitud de 320 aviones por parte de la RAF fue seguida muy pronto por otra de 300 aparatos. El primer Mustang I llegó a Liverpool el 25 de octubre de 1941. La RAF descubrió que, a plena carga militar, el Mustang alcanzaba los 603 km/h. El único inconveniente del Mustang era que la potencia del motor Allison se reducía rápidamente a medida que el aparato ascendía, de modo que por encima de los 4500 m era apenas algo mejor que un Curtiss P-40 con motor Allison. Pero por debajo de esta altura era un gran campeón, y hacia 1942 utilizaban sus servicios el Mando de Cooperación del Ejército y la Real Fuerza Aérea del Canadá. Realizó incursiones de ataque a baja altura sobre la Europa controlada por los alemanes, y en octubre de 1942 algunos Mustang de la RAF alcanzaron objetivos situados en el canal Dortmund-Ems; de este modo, fue el primer monomotor británico que voló sobre Alemania en la Segunda Guerra Mundial.

### Evaluación del USAAC
Al comenzar el programa NA-73, la NAA se había visto obligada a entregar gratuitamente dos unidades al USAAC (United States Army Air Corps), y en Wright Field aparecieron a su debido tiempo el cuarto y el décimo prototipos, aunque fueron ignorados hasta que Estados Unidos entró en la guerra. El equipo de pruebas trató de no dejarse impresionar por la indeseada máquina "extranjera", pero los resultados fueron tan buenos que el nuevo caza fue objeto, muy pronto, de contratos del Ejército de los Estados Unidos. 
Inicialmente, las USAAF se resistieron a encargar los P-51, alegándose que los presupuestos para la adquisición de cazas ya estaban cubiertos. El P-51 era mejor que los P-39 y P-40, y el país estaba en guerra, así que el asunto hizo ruido. Se encargaron 500 P-51, pero destinados a bombardeo. El avión fue denominado A-36 Apache. Del pedido de Mustang Mk.IA de la RAF, 50 aviones fueron retenidos por las USAAF y designados P-51. Algunos P-51 fueron llevados al centro de pruebas de las USAAF en Florida, donde desde el verano de 1942 fueron evaluados y se realizaron combates simulados contra un Mitsubishi A6M Zero capturado, P-40F, P-39D, P-38F y P-47B. Los informes dejaban claro que el Mustang era un excelente caza que estaba siendo desaprovechado.
Los P-51 del lote de la RAF fueron modificados para reconocimiento táctico y mantuvieron el esquema de camuflaje de la RAF, siendo designados F-6A.
En agosto de 1942 se firmó un contrato para la producción de 1200 cazas P-51A, que incorporarían las modificaciones necesarias dictadas por las pruebas que se estaban realizando en Florida. En febrero de 1943 voló el primer P-51A. La producción duró de marzo a mayo de 1943, ya que se suspendió para dar paso a los modelos con motor Merlin.
Las primeras entregas de cazas comprendieron 150 P-51 con cuatro cañones de 20 mm; 500 bombarderos en picado A-36A con seis ametralladoras de 12,7 mm y dos bombas de 227 kg (y entregados con frenos de picado, que luego se revelaron inútiles); y 310 P-51A con cuatro ametralladoras de 12,7 mm en las alas.

### Nuevo motor, nueva potencia

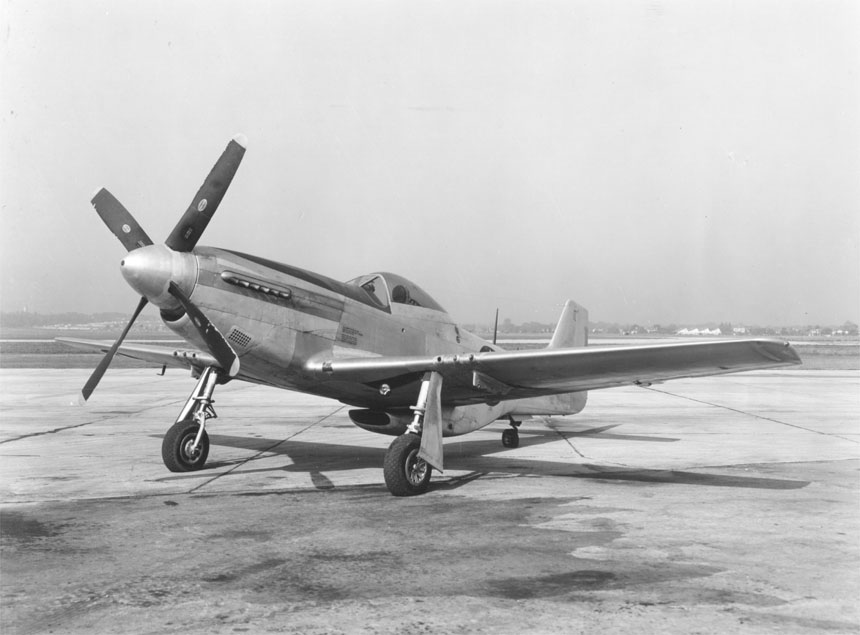
P-51D Mustang.

Es extraño que a nadie se le ocurriera desde el primer momento, o al menos tan pronto como las pruebas británicas de 1941 revelaron su necesidad, la idea de colocar un motor Merlin para grandes altitudes en esta soberbia estructura aérea. Fue muy avanzado el año 1942 cuando Ron Harker, piloto de pruebas de la Rolls-Royce y teniente de la RAF, realizó un vuelo en un Mustang, e inmediatamente recomendó por escrito el Rolls-Royce Merlin 61. Curiosamente el motor Allison y el Merlin tenían prácticamente las mismas dimensiones. Este tipo de evaluación era común, fue así como el bombardero Manchester fue equipado con motores Rolls-Royce y se convirtió en el Lancaster.
El prototipo británico con motor Merlin fue denominado Mustang Mk.X. Harker enfatizó que con el Merlin, el P-51 era más rápido que el Spitfire y con 3 veces más cantidad de combustible. La información fue compartida con Tommy Hitchcock, agregado militar en la embajada de Estados Unidos en Londres. Hitchcock tenía contactos en Estados Unidos y había sido piloto de caza en la Primera Guerra Mundial. Pronto se puso en contacto con NAA, haciéndoles saber el potencial que podían sacar al avión. En octubre de 1942, Churchill presionó al general Arnold, pidiéndole la fecha en que estarían listos los P-51 con motor Merlin. En noviembre de 1942, Hitchcock se reunió con el ayudante del Secretario de Guerra para hablar del P-51 mejorado. Todo esto ayudó a superar la resistencia de las USAAF a un avión que veían como extranjero. Los ingleses enviaron dos Mk.X a la USAAF Air Technical Section para que la Octava Fuerza Aérea los probara, y así apoyaran que Estados Unidos los comprara, y así se produjera en serie.
La Rolls puso a punto un Merlin modificado el 13 de octubre de 1942, pero la NAA había ya diseñado en paralelo el P-51B, un aparato con numerosas mejoras sobre el modelo original, y que preveía la instalación de un motor Packard V-1650-7 optimizado, diseñado para la producción en masa. El prototipo se denominó XP-78, pero alguien cambió el nombre a XP-51B. El primer XP-51B voló el 30 de noviembre de 1942.
El nuevo caza tenía mejores líneas y una nueva hélice con cuatro palas muy anchas, a fin de mejorar el rendimiento a grandes alturas. Se suprimió la entrada del carburador encima del motor, pero reapareció por debajo, más grande. Se ensanchó el radiador y se agregó un refrigerador en el mismo conducto. Todo el aparato, en especial el fuselaje, fue reforzado. Alcanzaba la notable velocidad de 710 km/h a 9000 m de altitud. En las pruebas experimentales, el XP-51B se comportó de una manera radicalmente distinta. Mientras que los Mustang originales, que combatían en toda Europa, eran suaves y flexibles, el nuevo modelo se parecía más a un coche de carreras. Requería mucha mayor atención, había más ruidos en la cabina, y parecía chisporrotear y crujir. Pero todo ello era mera apariencia. Lo cierto era que no había maniobra imposible para él. Así se ganó la definición de Cadillac del Aire y ayudó a cambiar la suerte del combate aéreo en la Segunda Guerra Mundial.
Presionados por políticos de Gran Bretaña y Estados Unidos y por las unidades de combate, los generales se vieron finalmente obligados a autorizar un pedido de 2200 P-51B. Los primeros P-51B que llegaron a unidades de combate fueron fundamentales para escoltar de forma segura a los bombarderos B-17 y B-24 hasta sus objetivos. Sin las resistencias del alto mando, que veía en el P-51B el reconocimiento al fallo en su apuesta por el bombardero de largo alcance, es posible que el P-51B pudiera incluso haber llegado al frente antes del otoño de 1943, en el que la Octava Fuerza Aérea sufrió sus grandes perdidas.

### La versión definitiva P-51D
Aunque el P-51B fue mejorado por el P-51C, todavía había mejoras pendientes para sacar al Mustang todo su potencial en combate. Así nació la versión P-51D. En el P-51D era evidente el cambio en el fuselaje. Los pilotos demandaban mejor visibilidad, y para ello se incorporó en el P-51D la cabina del tipo burbuja inventada por los ingleses e incorporada también en nuevas versiones del P-47. Otra modificación importante fue la mejora en el armamento: dos ametralladoras más se unieron a las cuatro ya existentes, un nuevo sistema de puntería y una estructura alar reforzada para permitir bombas o cohetes. El P-51D se convirtió en la más famosa y más fabricada de todas las variantes.

### Desarrollos posteriores

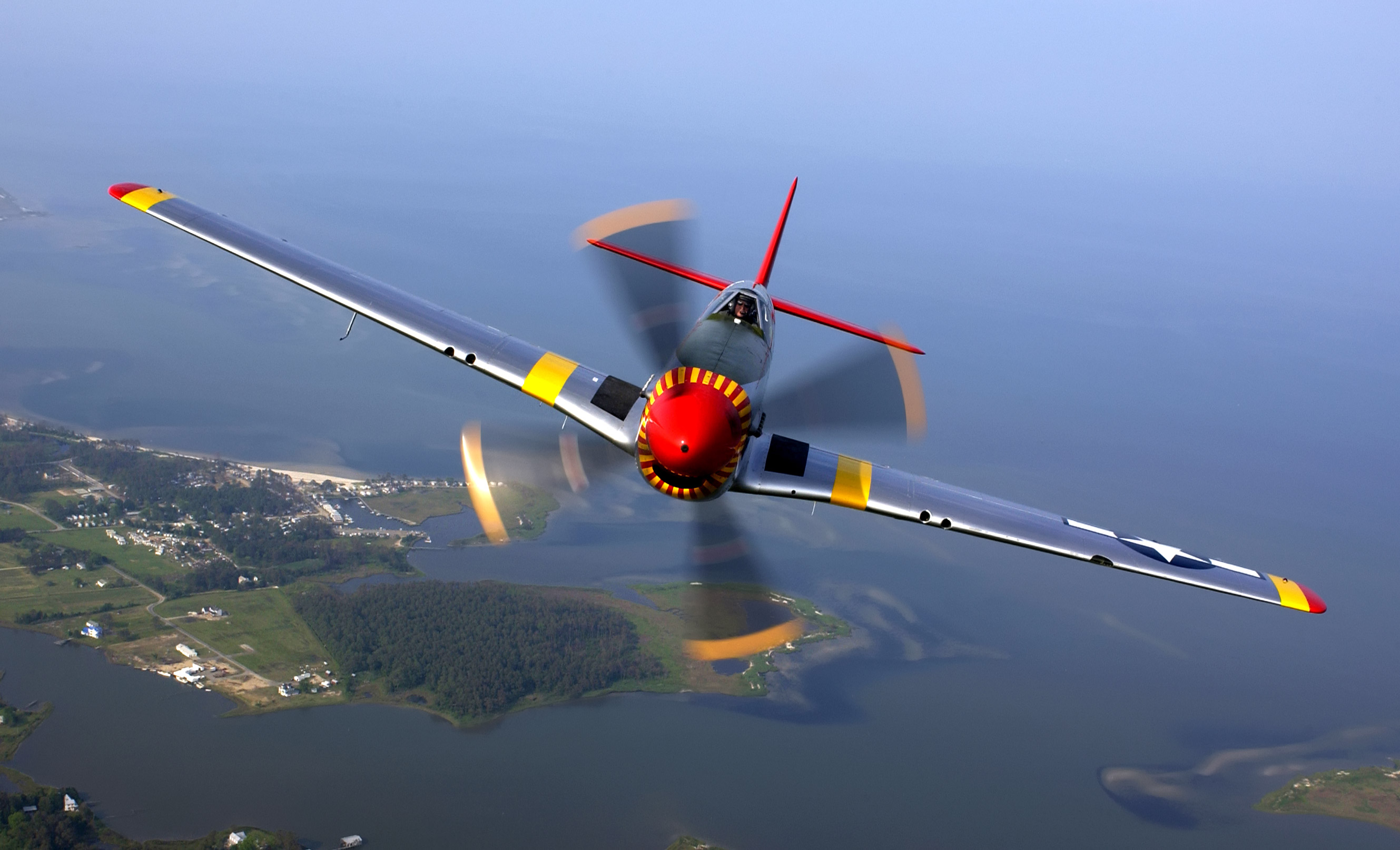
P-51C Mustang sobre Virginia con Ed Shipley como piloto.

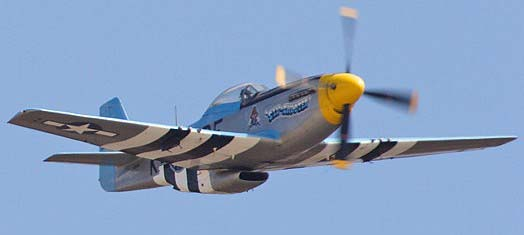
P-51D Mustang con las bandas de invasión.

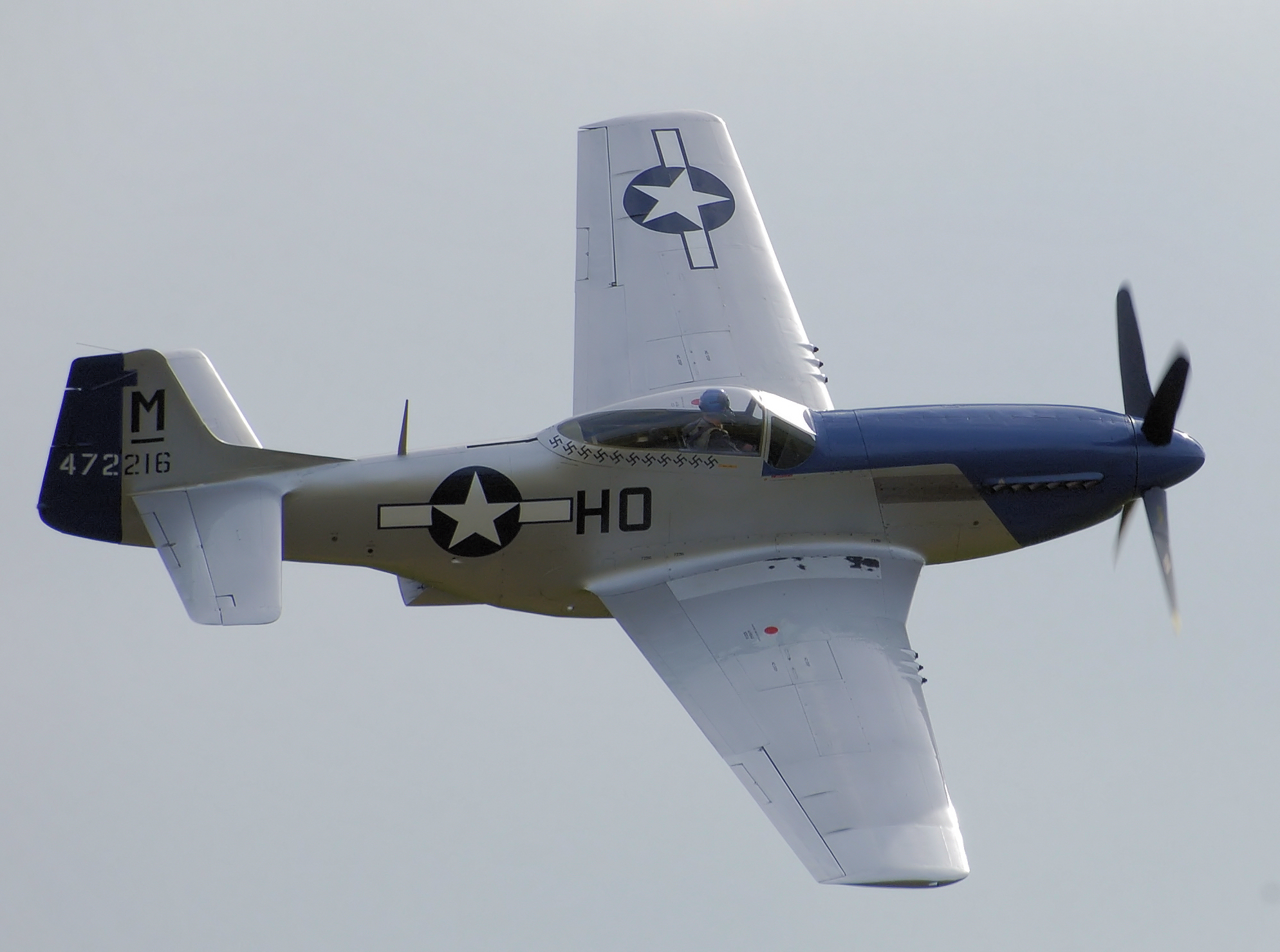
El P-51D Mustang Miss Helen, fabricado en 1944 y pilotado en la guerra por Raymond H. Littge del 487º Escuadrón de Cazas, en una exhibición de 2007.

#### Mustang gemelo
Una variante totalmente distinta fue el insólito NA-120; el Twin Mustang comprendía dos fuselajes alargados y unidos por una nueva sección central rectangular del ala y por un plano de cola. Las hélices giraban en direcciones opuestas; el tren de aterrizaje era enteramente nuevo, con una pata debajo de cada fuselaje, replegables hacia adentro. La producción de este modelo se sitúa ya en la posguerra; en 1947 recibió la denominación P-82. Fue concebido para realizar misiones como caza de escolta de largo alcance durante la Segunda Guerra Mundial. Sin embargo, la guerra finalizó antes de que las primeras unidades estuviesen operativas.
Durante la postguerra, su rol cambió por el de caza nocturno para acompañar como escolta a los bombarderos Boeing B-29 Superfortress más allá de 3000 kilómetros. Tenía las características de un caza nocturno fuertemente armado, con un radar SCR-720 o APS-4 en un gran contenedor en la línea central.

#### Mustang ligeros
Hacia 1944, el principal esfuerzo de NAA para el desarrollo del Mustang se realizó en dos frentes. El esfuerzo más importante estribó en aligerar el Mustang. Por lo que se refiere a los Mustang ligeros, la serie empezó con el XP-51F y el XP-51G, derivó luego al XP-51J con motor Allison, e incluyó asimismo la producción de 555 unidades de un total previsto de 4100 del modelo P-51H, el más veloz de los cazas de pistón de la Segunda Guerra Mundial (pero aún inferior a la de los reactores alemanes), con una velocidad de 748 km/h. A pesar de que tenían ametralladoras de 12,7 mm, su estructura pesaba casi 500 kg menos que la del P-51D y su capacidad interna de combustible era considerablemente mayor que la de este último. El P-51H estaba pensado para ser usado contra Japón y llegó al Pacífico en el verano de 1945.
Sorprendentemente, no fue el P-51H, sino los modelos P-51D y P-51K de producción masiva, los más solicitados por las fuerzas aéreas de todo el mundo en el período inmediatamente posterior a la terminación de la guerra; el Mustang fue entonces probablemente el avión de combate de más amplia utilización en el mundo. Muchos actuaron en Corea, y otros fueron remodelados por diversas compañías con dos asientos en tándem, para enlaces especiales o como biplaza de entrenamiento. Otros, después de sufrir diversas modificaciones, se convirtieron en aviones deportivos; una de las variantes más veloces fue la que reemplazó el radiador normal por largos contenedores de radiador en los extremos de las alas. Una modificación similar se experimentó por las USAAF, al dotar a un Mustang de dos grandes reactores en los extremos de las alas, con lo que pasó fácilmente de los 800 km/h.
Los Mustang más numerosos fueron, con mucho, los P-51D y P-51K, y aunque no entraron realmente en acción hasta 1944, los modelos con motor Merlin llegaron a sumar 13 600 unidades sobre una producción total de 15 586 aparatos de todos los tipos. En ese impresionante total se incluyen 266 unidades del P-51D, construido bajo licencia por la Commonwealth Aircraft de Melbourne, Australia.

#### Mustang civiles y remodelados
En la década de los cincuenta, la Trans-Florida Aviation comercializó un modelo biplaza ejecutivo, cuyo éxito dio lugar no solo a una larga serie de Mustang remodelados, sino también a otros completamente nuevos, que produjo la Cavalier Aircraft en los años sesenta Como no llevaban armamento, la mayoría de los Cavalier Mustang disponía de mayor capacidad de combustible que los de combate. A finales de los años sesenta, la serie de los nuevos Mustang incluía diversos modelos antiguerrilla y de control aéreo avanzado para la USAF, así como estilizados Cavalier Turbo Mustang III con turbohélice Rolls-Royce Dart. De este último surgieron los Piper Enforcer de 1971. Cabe destacar que el Mustang fue, junto con el Chance Vought F4U Corsair, el último caza de hélice que entró en combate, durante la Guerra de las 100 horas entre El Salvador y Honduras (los Mustang de El Salvador fueron construidos por la Cavalier Aircraft, y otros fueron reconvertidos desde aviones civiles). La República Dominicana fue el último país que utilizó los P-51D como arma militar y fue usado en combate contra la guerrilla comandada por el coronel Caamaño en 1973, dados de baja al ser sustituidos por los Cessna A-37B Dragonfly en 1984.

## Historia operacional

### Escolta de bombarderos sobre Alemania

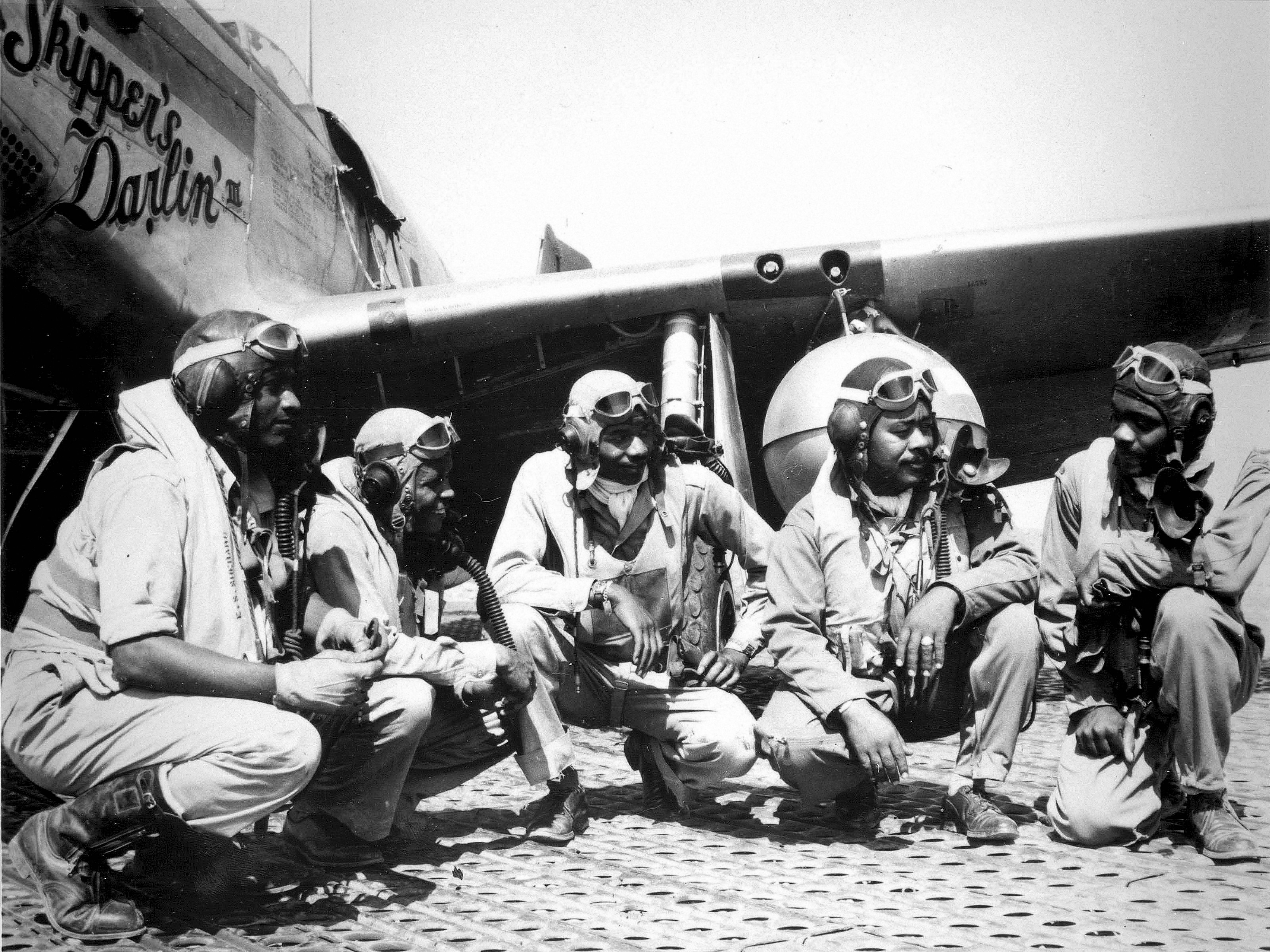
Pilotos afroamericanos del 332º Grupo de Cazas (conocidos como los Aviadores de Tuskegee) en Ramitelli, Italia. De izq. a der., Lt. Dempsey W. Morgan, Lt. Carroll S. Woods, Lt. Robert H. Nelron, Jr., Capt. Andrew D. Turner y Lt. Clarence P. Lester.

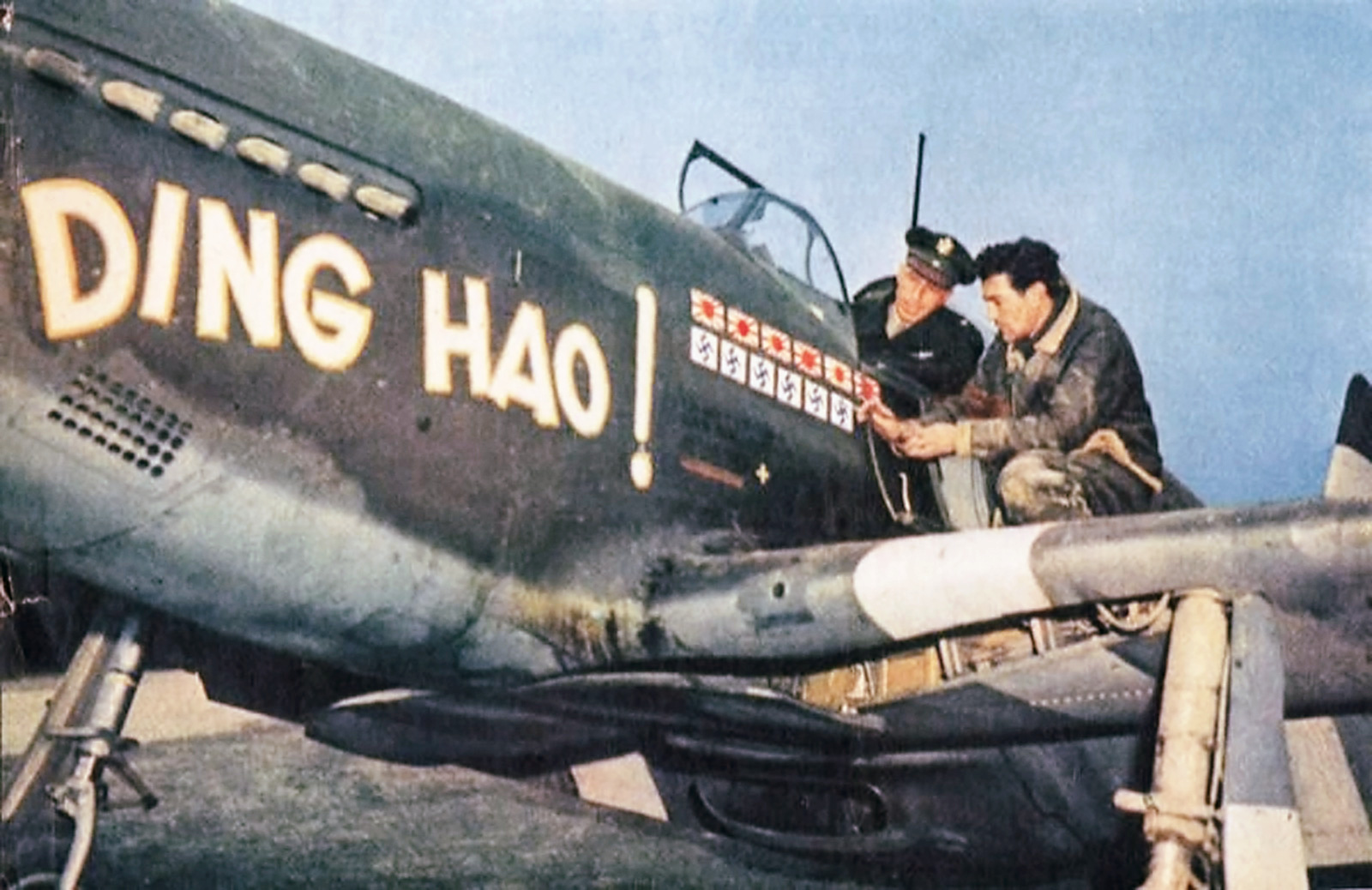
P-51B Ding Hao del Mayor James H. Howard, 356th Fighter Squadron. El 11 de enero de 1944 ganó la Medalla de Honor pilotando este avión sobre Alemania.

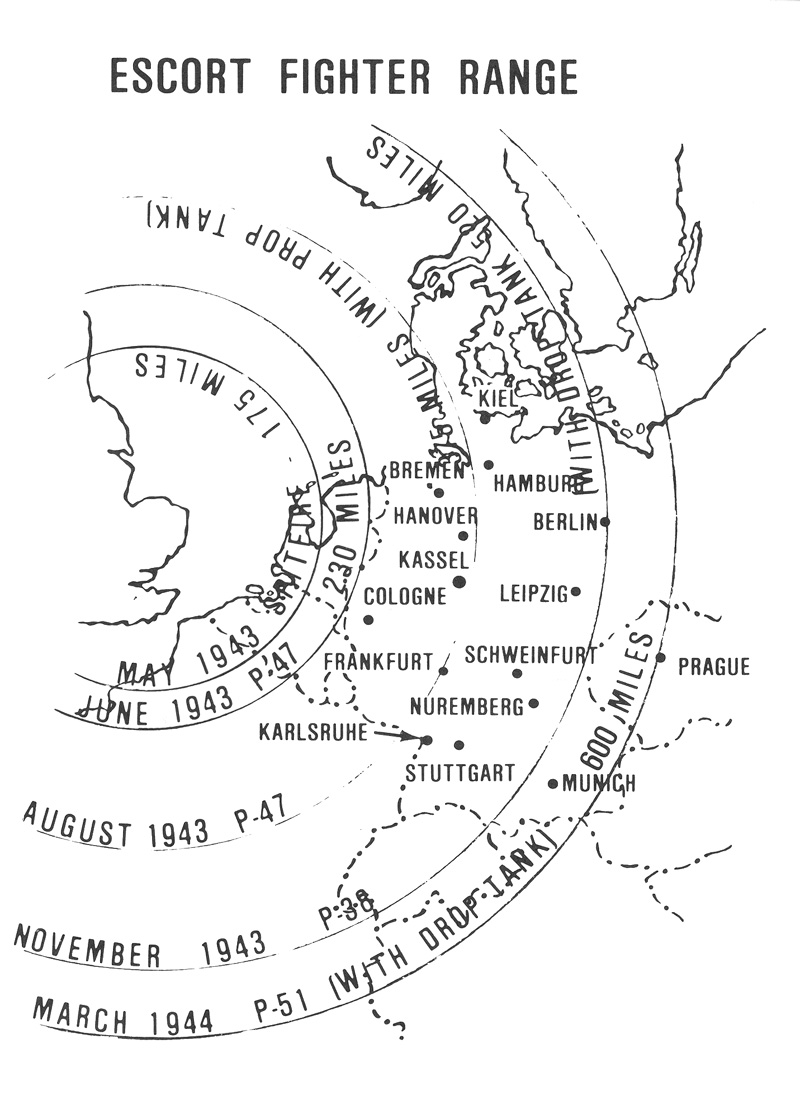
Alcance de los cazas de escolta desde sus bases en Gran Bretaña.

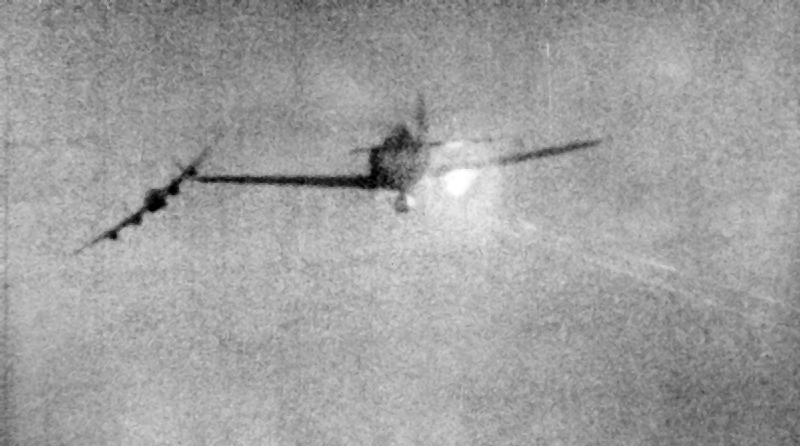
Focke-Wulf Fw-190D del II/JG 26 derribado por un Mustang de la RAF sobre Alemania.

Durante más de un año, la vapuleada Octava Fuerza Aérea había buscado un avión de combate de calidad superior y más largo alcance para escoltar a sus bombarderos pesados. La burocracia y negativa de los generales estadounidense a reconocer sus errores tampoco ayudó a lograrlo. Se habían desarrollado bombarderos de largo alcance sin dar prioridad adecuada al desarrollo de un caza de escolta. Cuando se constituyó la Octava Fuerza Aérea, no se tomó seriamente el problema de la escolta de cazas para los bombarderos. En 1942, el General Arnold, jefe de las USAAF, decidió que se enviarían a Gran Bretaña dos grupos de caza para defensa y otros tres como fuerza de ataque contra la Luftwaffe. Luego, la realidad obligó a cambiar los planes, de modo que todos los cazas servirían de escolta a los bombarderos hasta donde lo hiciera posible su radio de acción. Pero, en la primavera de 1942, los únicos cazas disponibles eran el Curtiss P-40 y el Bell P-39, incapaces de cumplir su misión como escoltas. La RAF sugirió que se equipara a las unidades de caza con Spitfire, y así se hizo, pero su reducida autonomía les impedía una escolta efectiva más allá de París. Los P-38 se destinaron a Europa para realizar misiones de escolta, pero pronto fueron enviados al Norte de África. Esto supuso que se destinaran los P-47 a Europa. Entre marzo y abril de 1943, los grupos de caza 4º y 56º fueron asignados para escoltar a los bombarderos con sus P-47 Thunderbolt.
En Gran Bretaña se disponía en 1943 de cazas P-47 y P-38, que podían haber realizado una escolta de los bombarderos más efectiva, pero el General Arnold prohibió antes de la guerra el empleo de depósitos externos en los cazas estadounidenses, puesto que consideraba que solo debían cargar bombas en esos puntos. En la doctrina oficial, por tanto, no se contemplaban los depósitos externos ni cazas de escolta. Solo ya empezada la guerra los generales aprobaron el desarrollo de depósitos externos para los cazas. A pesar de las peticiones para equipar a los P-47 con depósitos externos, durante 20 meses no se hizo prácticamente nada de provecho.
La 8ª Fuerza Aérea decidió finalmente tomar cartas en el asunto. Imitó a la Quinta Fuerza Aérea, que en el Pacífico creó en dos meses sus propios depósitos auxiliares. Se ordenó la fabricación de depósitos auxiliares en Inglaterra. Los depósitos de papel de 400 litros de capacidad tenían una configuración presurizada para gran altura, pero la producción en serie no comenzó hasta septiembre de 1943. En otoño de 1943, los P-47 Thunderbolt podían volar hasta 600 km de distancia, pero esto no era todavía suficiente. Parte de la culpa lo tenía el éxito de los P-47, ya que los pilotos alemanes habían aprendido lo que podían hacer y calculaban cuando llegaban al máximo de su alcance para atacar a los bombarderos. La cifra de bombarderos derribados acabó haciendo a los dirigentes políticos preguntarse si merecía la pena una ofensiva aérea pagando tan alto precio. Durante varias semanas, las misiones sobre Alemania se suspendieron debido a las cada vez peores condiciones meteorológicas. A finales de 1943, el 55th y el 20th Figther Group se unieron a las misiones de escolta con sus P-38 Lightning, ya que su alcance parecía que podía complementar a los P-47, pero en el clima europeo se encontraron todo tipo de problemas técnicos no previstos que imposibilitaron que realizaran una escolta efectiva.
Ese mismo otoño de 1943 llegó a Europa la primera unidad de caza equipada con P-51B Mustang, el 354th Fighter Group de la Novena Fuerza Aérea. La Novena Fuerza Aérea estaba destinada a proporcionar apoyo táctico a la invasión de Europa, por tanto recibía los nuevos aviones P-51. Se envió al Coronel Cass Hough a que probara el nuevo P-51B. Hough dijo que era impresionante, pero de escasa estabilidad direccional. Cuando los pilotos del VIII Fighter Command fueron asignados en otoño de 1943 a entrenar a los pilotos de caza de la 9ª Fuerza Aérea, no tardaron en pedir al mando P-51B Mustang para ellos. A los mandos de la 8ª Fuerza Aérea no se le escapaba que con su autonomía de 900 a 1000 kilómetros, los P-51 podrían escoltar a los bombarderos hasta cualquier objetivo previsto en Alemania. El General Kepner, jefe del VIII Mando de Caza, llevaba desde agosto de 1943 intentando exprimir el límite del radio de acción de sus aviones, para ir más allá de los 600 km del P-47. El P-51 había llegado al lugar adecuado y en el momento adecuado para saltar a la fama. Los cazas P-51 Mustang con depósitos de combustible auxiliares eran el caza de escolta capaz de acompañar a los bombarderos hasta sus objetivos en Alemania.
La NAA centró su atención en el P-51C de Dallas, con cubierta curva deslizante y seis ametralladoras, y luego en el P-51D, con cubierta tipo burbuja y seis ametralladoras. Poco después de haber comenzado la producción del P-51D, se le agregó una aleta dorsal para subsanar el problema de la dirección. Ya entonces el Mustang era, con mucho, el mejor avión de escolta del mundo, con la mitad de consumo de combustible que el Lockheed P-38 Lightning o el Republic P-47 Thunderbolt, y de mayor capacidad de combate que ningún otro, a pesar de que el P-47 tenía ocho ametralladoras. Pero en Estados Unidos se había iniciado tiempo atrás la producción en serie de un nuevo caza, el Fisher P-75 Eagle, para las tareas específicas de escolta de largo alcance.
El Coronel Mark Bradley, luego general, probó el XP-75 y quedó muy preocupado. Había que encontrar alguna otra cosa, y pronto. Llamó al jefe de la NAA, "Dutch"" Kindelberger, el hombre que había logrado convencer a los británicos para que construyeran el Mustang. Pidió que se instalara un gran depósito de 322 l detrás del asiento del piloto de un Mustang. Bradley sabía que ese depósito lleno de combustible haría muy problemática la estabilidad direccional, de modo que durante la primera o las dos primeras horas, el piloto debería concentrarse en mantener el vuelo en la dirección que apuntara el morro. Pasado este tiempo, el depósito extra quedaría vacío, y el piloto podría utilizar los habituales 700 litros de las alas y olvidarse por completo de los problemas de estabilidad. Con dos depósitos de 284 litros bajo las alas, el Mustang a duras penas conseguiría mantenerse en el aire, pero con 1586 litros podría ir bastante más lejos. Rápidamente, la NAA colocó el depósito extra, y Bradley realizó una prueba. En el primer viaje voló a Albuquerque, circunvoló la ciudad y regresó, la misma distancia que había entre Inglaterra y Berlín.
El Grupo de Caza 354 y sus P-51 fueron transferidos a la 8ª Fuerza Aérea, que a cambio cedió un grupo de cazas con sus P-47 Thunderbolt. Nuevos grupos de caza, equipados con P-51, se asignaron a la 8ª Fuerza Aérea. La mayor parte de los P-51B/C que salían de fábrica fueron asignados a las 8ª y 9ª Fuerzas Aéreas en Inglaterra. Se decidió intercambiar los P-47 de la 8ª Fuerza Aérea por los P-51 de la 9ª Fuerza Aérea. En marzo de 1944, los P-51D comenzaron a llegar a la 8ª Fuerza Aérea, pero el P-51B fue hasta mediados de 1944 el caza principal, y se mantuvo en primera fila hasta el final. Para mayo de 1944, ya eran siete los Grupos de Caza del VIII Fighter Command que volaban con P-51, entre ellos el veterano 4th Fighter Group (4th, 339th, 352nd, 355th, 357th, 359th y 361st), a los que se unían el 354th y 363rd cedidos por la 9ª Fuerza Aérea. Cada uno de estos nueve grupos se componía de tres escuadrillas de 16 aviones, y los aviones se iban turnando para asegurar que los bombarderos siempre tuvieran protección. Hay que tener en cuenta que había además otros grupos equipados con P-47 y P-38, por lo que había en la primavera de 1944 más de 600 cazas disponibles para dar protección a los bombarderos sobre Alemania.
A finales de 1944 ya eran 14 los grupos del VIII Fighter Command equipados con los Mustang, solo el 56th Fighter Group siguió con sus P-47. La posibilidad de tener a tiro los cazas alemanes en cualquier lugar de Europa era algo que pocos meses antes parecía inalcanzable. Significaba realmente, como dijo Galland, que Alemania había perdido la guerra aérea. Tal fue la rapidez con que se construyó el P-51, que en 1944 había más de 9000 aparatos en las unidades de combate, 1337 de los cuales eran P-51K de Dallas con hélice diferente. Los Mustang dominaron el cielo no solo en el noroeste de Europa, sino también en el norte de Italia (donde, entre muchas otras hazañas, destruyeron el dique de Pescara) y en el escenario del Pacífico.
En el éxito del P-51 sobre Alemania también tuvo que ver el cambio de jefes y de tácticas. En enero de 1944, el nuevo Comandante de la 8ª Fuerza Aérea, James Doolittle, cambió las órdenes. Si hasta entonces los cazas de escolta debían volar cerca de los bombarderos para asegurar su protección, las nuevas órdenes era que buscaran la destrucción de los aviones la Luftwaffe allí donde se encontraran. Se autorizaba así a los cazas a separarse de los bombarderos durante sus misiones de escolta para adelantarse e ir a buscar a los cazas enemigos, en vez de esperarlos junto a los bombarderos. Este cambio de táctica aumentó el número de combates y de derribos de aviones de la Luftwaffe. Con estas órdenes y el cada vez mayor número de P-51 y P-47 permitía tener aviones suficientes para la escolta cercana, la avanzada y también la caza libre alrededor de las bases aéreas alemanas.
Los únicos aviones que quedaban fuera del alcance del Mustang eran los nuevos reactores alemanes, y aun así, con ellos el Mustang tuvo más éxito que cualquier otro avión de combate de los aliados. El 7 de octubre de 1944, el teniente Urban L. Drew, del 361st Group, sorprendió a dos Messerschmitt Me 262 cuando despegaban, y los abatió. El Grupo 55° de Combate destruyó seis aparatos el 25 de febrero de 1945 y el 24 de marzo de 1945, el Grupo 332° de Combate, conocidos popularmente como "Red Tails" y formado íntegramente por pilotos afrodescendientes, derribó tres aparatos.
En 1944, la Luftwaffe introdujo nuevos cazas optimizados para luchar a gran altitud, como el Fw 190D. La inferioridad numérica, escaso entrenamiento de los pilotos y la falta de combustible hizo imposible enfrentarse a los cada vez más numerosos P-51D. La 8ª Fuerza Aérea también se encargó de mejorar el entrenamiento de los nuevos pilotos que llegaban de Estados Unidos antes de enviarlos al combate. Se creó en 1944 el concepto de Clobber College para enseñarles tácticas de combate y sobre qué hacer para sobrevivir.

### Real Fuerza Aérea

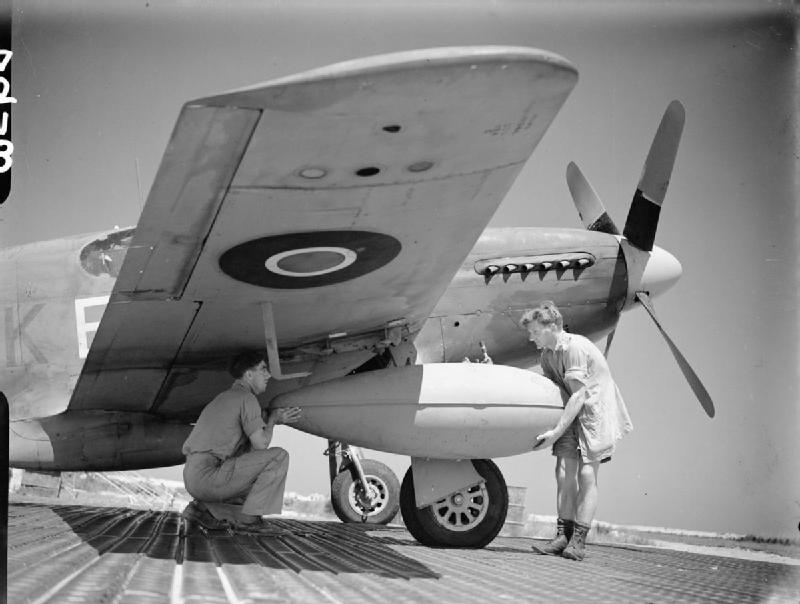
Los mecánicos instalan depósitos auxiliares en un Mustang Mk. III del 213 Squadron de la RAF, basado en Italia. El avión se dispone a realizar una misión sobre Yugoslavia.

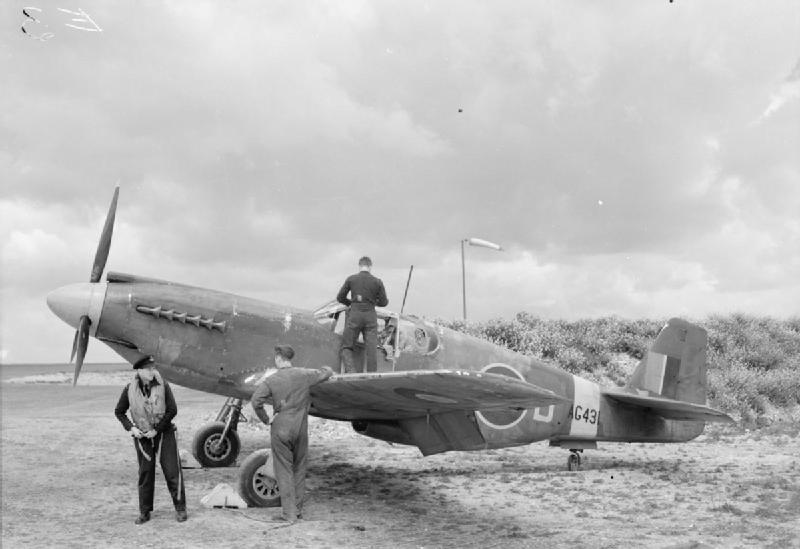
Mustang Mark I, AG431 D, del 16 escuadrón de la RAF.

El Reino Unido fue el cliente de lanzamiento del Mustang y quien bautizó al P-51 con su nombre. La RAF utilizó 2348 P-51 de diversas versiones. Fueron retirados finalmente en 1947.
- Mustang con Allison V-1710-39: 620 Mk.I y 150 Mk.Ia fueron encargados por la RAF. De estos últimos, 55 fueron requisados por las USAAF tras entrar en la guerra, siendo denominados P-51 o F-6A. Diez Mk.I fueron enviados a la URSS y dos a las USAAF para evaluación.
- Mustang con Allison V-1710-81: 55 P-51A de las USAAF se entregaron en 1942 a la RAF, siendo denominados Mk.II.
- Mustang con Merlin: 900 Mk.III, equipados con cúpula Malcom, 284 Mk.IV y 594 Mk.IVa.

Los británicos fueron el primer cliente y le pusieron el nombre de Mustang Mk.I. Aunque el Mustang era uno de los mejores aviones norteamericanos entregados a la RAF, sus prestaciones a gran altura no eran todo lo buenas que cabía desear, pero era más rápido que el Spitfire Mk.V, muy maniobrable y capaz de permanecer en el aire durante cuatro horas. El Spitfire Mk.V equipaba a las unidades de caza, pero el Mustang Mk.I encontró un hueco. En enero de 1942, el 26 Sqdn. se convirtió en la primera unidad operativa de la RAF equipada con el modelo. 
El 10 de mayo de 1942 entraron en combate los primeros Mustang de la RAF. Si bien sus prestaciones eran muy buenas a baja altura, sus cualidades como caza eran escasas por encima de los 5000 metros. Su tremenda maniobrabilidad dejó muy impresionada a la RAF, que junto a Rolls-Royce llegó a la conclusión de dotar al avión con motor Merlin 61 y la hélice de cuatro palas del Spitfire Mk.IX. Al prototipo se le llamó Mustang Mk.X, y se construyeron 6 unidades. Si el P-51B no hubiera aparecido, la RAF hubiera ordenado convertir sus Mustang en Mk.X.
Los británicos emplearon sus P-51 para reconocimiento y observación, montándose cámaras fotográficas F-24 en los MK.I, que proporcionaron abundante información. Los Mustang de la RAF efectuaron su primera misión de reconocimiento a larga distancia el 27 de julio de 1942, cuando 16 aviones fotografiaron el canal de Dortmund-Ems, atacando también objetivos de oportunidad.
El 19 de agosto de 1942 fue derribado el primer MK.I sobre Dieppe. En la RAF, el Mustang con motor Allison se especializó en incursiones de ataque a baja altura sobre Europa y reconocimiento. Fue el primer monomotor británico que voló sobre Alemania durante la Segunda Guerra Mundial. En general, los Mustang tenían instrucciones de evitar al enemigo y volver a casa con información, aunque fue capaz de hacer un buen papel contra el Fw 190 y el Bf 109 cuando fue necesario. El motor Allison demostró ser fiable y resistente, y capaz de ser exprimido más allá de lo indicado por el fabricante.
Los P-51A fueron exportados a la RAF como Mustang Mk.II. En verano de 1943, los nuevos aviones P-51B con motor Merlin estaban en servicio como Mustang MK.III. El Mk.III equipó a 22 escuadrones de la RAF.
Los P-51D y P-51K fueron denominados en la RAF Mustang Mk.IV y Mk.IVa. Los P-51 equipados con motores Merlin se emplearon en la RAF como cazas de escolta e interceptaron bombas volantes V-1. Además de la RAF, lo emplearon unidades basadas en Gran Bretaña de la Real Fuerza Aérea Australiana (RAAF), Real Fuerza Aérea Canadiense (RCAF), Real Fuerza Aérea Neozelandesa (RNZAF) y Fuerza Aérea Sudafricana (SAAF).

### Europa occidental

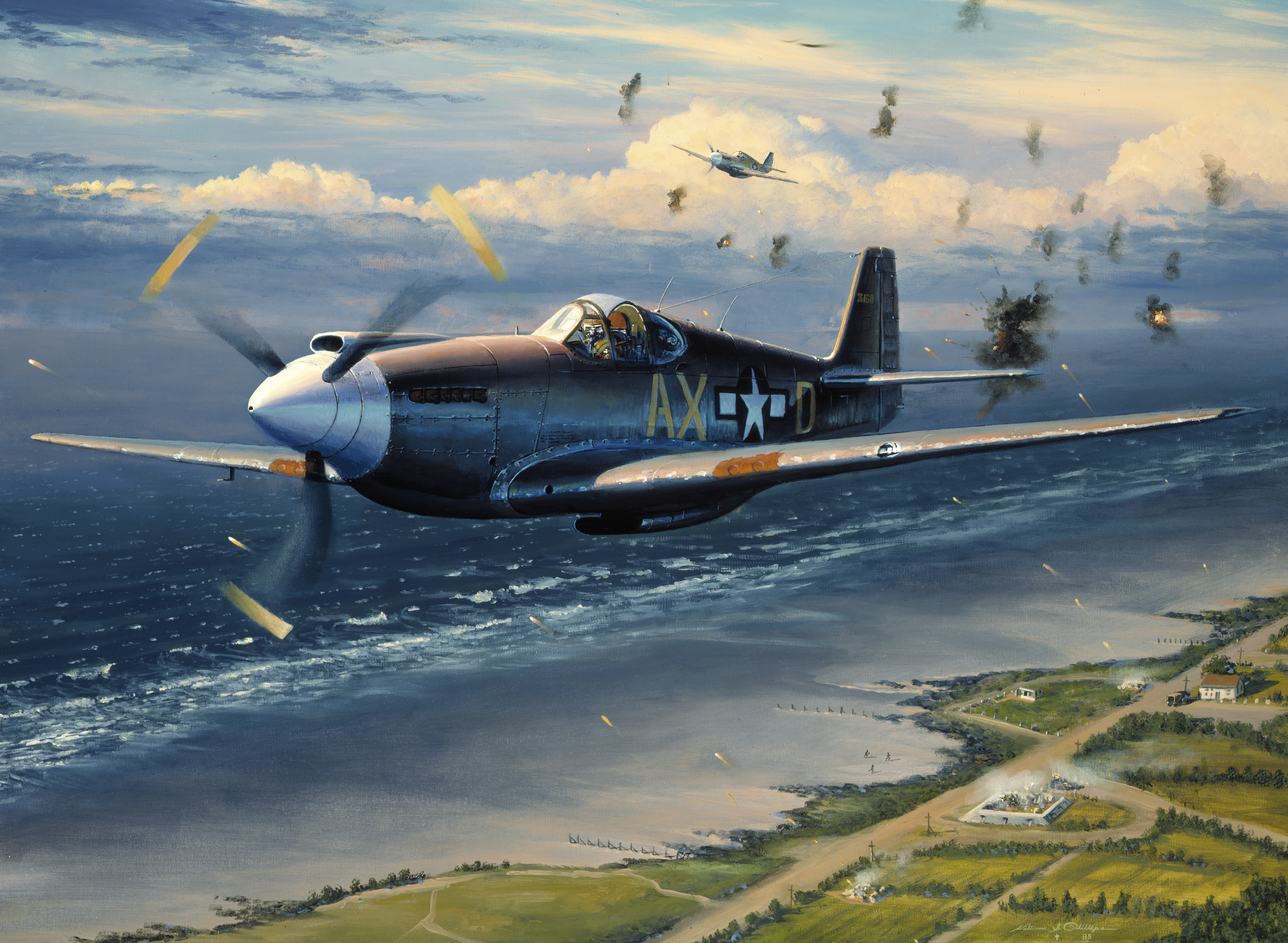
Esta imagen representa un Mustang F-6A del 107th Observation Squadron, Michigan National Guard, sobrevolando la costa francesa.

La llegada a Reino Unido de los primeros P-51A de las USAAF tuvo lugar en octubre de 1943. Para las misiones de reconocimiento táctico era preciso un caza cuyas prestaciones fuesen buenas, de modo que se copió a la RAF. Así, 24 P-51A fueron configurados a la versión F-6A, con ametralladoras y cámaras, y fueron asignados al 67° Grupo de Reconocimiento Táctico. Después del Día D, las misiones de reconocimiento táctico crecieron en importancia, número y en radio de acción, y los F-6 Mustang se convirtieron en el tipo de avión dominante en los escuadrones de reconocimiento. Los pilotos estadounidenses eran bastante agresivos y varios se convirtieron en ases.
A los estadounidenses se les unió en 1945 el escuadrón GR II/33 Savoie. Sus Spitfire Mk.V y Mk.IX fueron reemplazados por 20 P-51 para realizar misiones de reconocimiento táctico y fotorreconocimiento.
Los P-51D podían llevar dos bombas, dos lanzadores triples de cohetes de 114 mm o 10 cohetes de 127 mm, que unidos a sus ametralladoras, le daban una muy buena capacidad de ataque al suelo. En la primavera de 1944, los Mustang comenzaron a realizar ataques contra puentes, carreteras y trenes en Europa. La mayor parte de los pilotos prefería atacar locomotoras. Una innovación fue el uso de los depósitos lanzables como arma. Los P-51 soltaban sus depósitos sobre el blanco y luego volvían disparando sobre la zona regada de gasolina. Desde la primavera de 1944 hasta el final de la guerra en Europa, los pilotos de los Mustang continuaron bombardeando y atacando en vuelo rasante a los alemanes. En junio de 1944, los P-51 actuaron como cazabombarderos y ayudaron en el esfuerzo aliado de destruir un gran número de tanques y camiones, obligando al Ejército Alemán a moverse de noche. Se cree que pudo ser un P-51 el que hiriera al mariscal Erwin Rommel al ametrallar su coche. De nuevo, los P-51 Mustang volvieron a volcarse en misiones de ataque al suelo durante la Batalla de las Ardenas.

### Mediterráneo

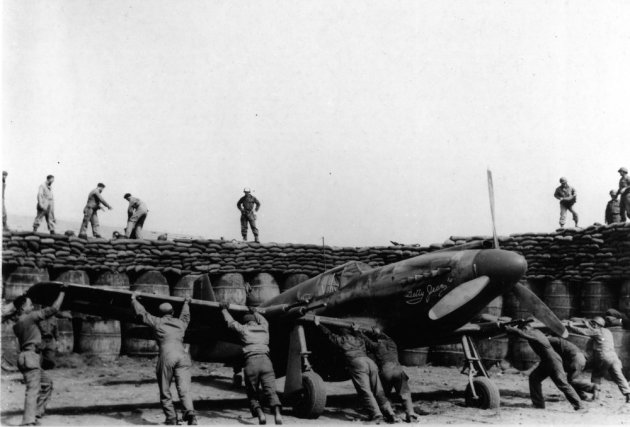
P-51 en su refugio en Italia.

Al entrar en guerra, Estados Unidos requisó algunos P-51 destinados a la RAF. Dado que el P-51 no se había diseñado para el ejército estadounidense, había ciertas dudas sobre cómo emplearlo, por lo que todos los aviones se convirtieron en aviones de reconocimiento armado o reconocimiento fotográfico. El 154th Observation Squadron llegó a Marruecos con sus 35 P-51 en abril de 1943. Desde entonces, comenzaron a entrar en servicio en el frente con el 68th Observation Group y participaron en la etapa final de la campaña de Túnez y en Italia. También los A-36 entraron en combate en Túnez.
Las USAAF adoptaron el Mustang Mk.I, aunque dado que no era un caza estándar, debió usarlo como avión de ataque, firmando un contrato por 500 aviones A-36 Apache, con el 27th y 86th Bomber Groups. Los aviones se usaron en el norte de África e Italia. Los P-51B/C/D llegaron a Italia en 1944, reemplazando a otros cazas. A su vez, los A-36 fueron reemplazados por el P-40 Warhawk y P-47 Thunderbolt.
La 15ª Fuerza Aérea, basada en Italia, contaba con cazas de escolta para sus bombarderos. Tres grupos de caza contaban con P-38 Lightning, a los que se unieron los P-51 asignados a las unidades equipadas con Spitfire (31st y 52nd FG) y P-47 Thunderbolt (325th y 332nd).

### Pacífico

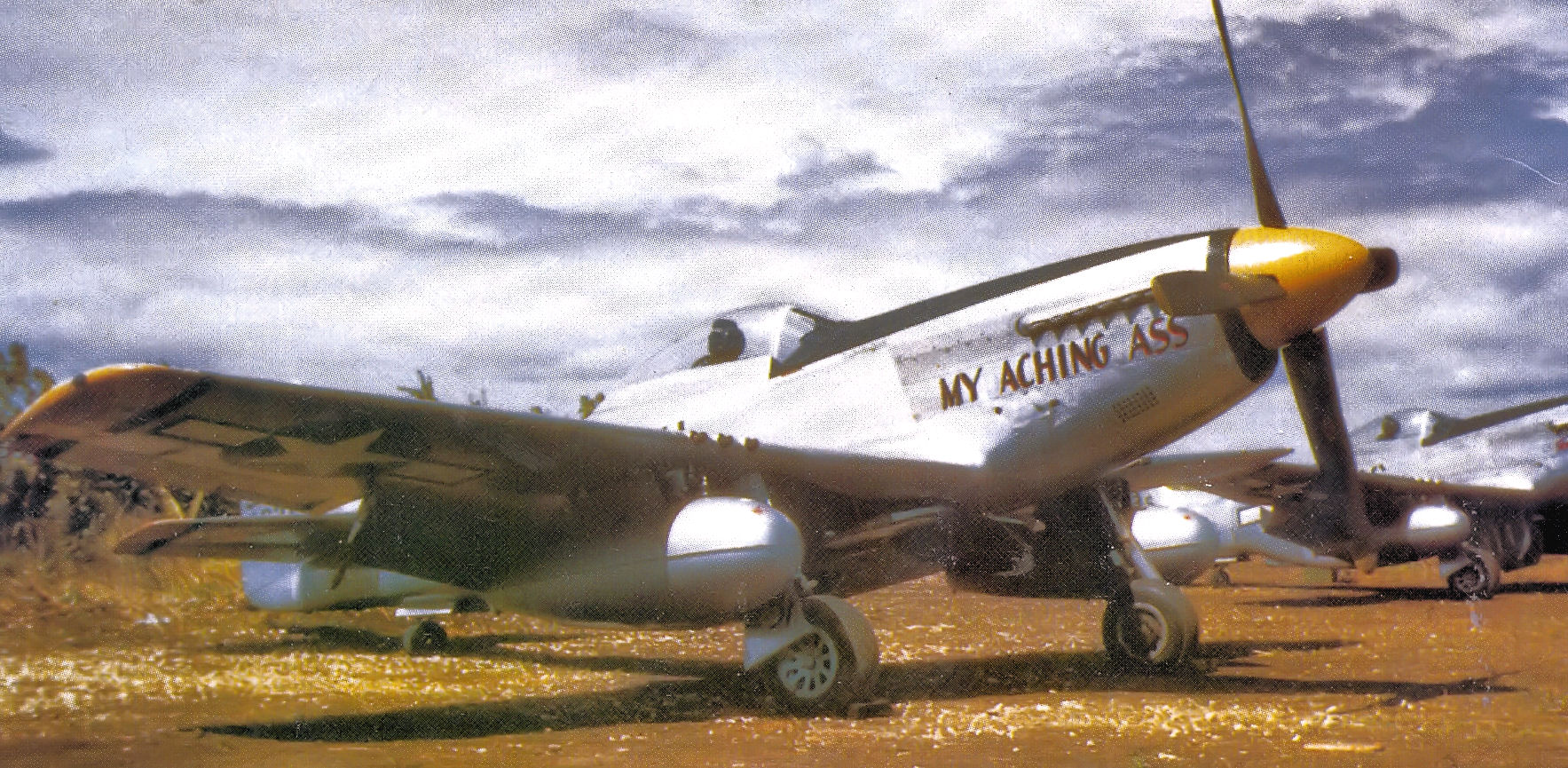
P-51D Mustang del 72nd Fighter Squadron fotografiado en 1945 en North Field, Iwo Jima.

El Mustang tardó en llegar al Pacífico. Los primeros Mustang en llegar fueron los F-6D de reconocimiento del 82nd Reconnaissance Squadron, a finales de 1944. Para entonces, los P-38 volaban misiones de 1000 km, siendo el avión preferido del general Kinney, jefe de las USAAF, en el Pacífico.
La primera aparición en la campaña del Pacífico del P-51 Mustang tuvo lugar en la campaña de Filipinas en 1944. El P-51B se mostró muy superior a cualquier avión de la Armada o del Ejército Japonés. Dada la presencia masiva de cazas modernos y efectivos de la Armada y los Marines, su presencia no fue tan importante como en Europa. Muchas unidades equipadas con Mustang lucharon en el Pacífico, pero casi todas en misiones de apoyo aéreo o reconocimiento. Cuando se trató de que el P-51 fuera el caza estándar de las USAAF en el Pacífico, los mandos locales se negaron, ya que no veían ventaja alguna respecto a los exitosos P-38 y P-47.
Cuando el Boeing B-29 Superfortress comenzó a contar con bases aéreas desde las cuales Japón, ya quedaba a su alcance, se planteó el problema de su caza de escolta. Ningún caza de las USAAF tenía la autonomía suficiente para acompañarlos y protegerlos de los cazas japoneses. Buscando una posible solución, se propuso el empleo de P-51 Mustang embarcados en portaaviones. Como la necesidad apremiaba, se lanzó el proyecto Seahorse para evaluar una versión navalizada del Mustang. Un P-51D-5-NA, número de registro USAAF 44-14017, fue seleccionado y convertido para operar desde portaaviones. La versión navalizada fue denominada ETF-51D, y en septiembre de 1944 comenzó sus pruebas de vuelo. Tras casi 150 despegues y apontajes simulados, pasó a realizar 25 despegues y apontajes desde el USS Shangri-La (CV-38), un portaaviones clase Essex. Cuando la isla de Iwo Jima fueron tomada, sus aeródromos proporcionaron una base para que se desplegaran tres grupos de caza equipados con P-51. Los Mustang de Iwo Jima escoltaron a los bombarderos sobre Japón; volviendo innecesario al Mustang embarcado.
El VII Fighter Command se encargó de realizar las misiones VLR (Very Long Range) desde Iwo Jima. Las misiones desde Iwo Jima implicaban volar una larga distancia sobre el mar (unos 1000 km) y con unas condiciones meteorológicas muy duras. Las condiciones en tierra eran duras. Los P-51 derribaron 221 aviones, sufriendo 114 pérdidas en combate y 43 por otras causas. En total, 107 pilotos basados en Iwo Jima murieron.
La Armada siguió coqueteando con la idea de un Mustang navalizado. En agosto de 1945, un P-51H-5-NA fue evaluado para averiguar si era capaz de operar desde portaaviones. Las pruebas resultaron exitosas, siendo aún mejores que las del P-51D. A finales de 1947, un P-51H-10-NA fue modificado para evaluar un nuevo equipo de catapulta, y realizó varios catapultajes simulados.

### China-Birmania-India

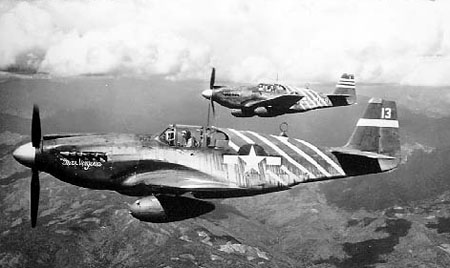
P-51A del 1st Air Commando destinado a Birmania.

El P-51 estuvo presente en el frente CBI (China-Birmania-India). El P-51 Mustang tuvo un papel importante, llegó hacia finales de 1943 para sustituir a cazas más anticuados como el P-40. En noviembre de 1943, cuando el 311st Fighter Bomber Group llegó a la India, dos escuadrones estaban equipados con el A-36A y el tercero con el P-51A. Los P-51A fueron seleccionados porque su autonomía les permitía escoltar a los B-24 en sus misiones. Los primeros combates tuvieron lugar ese mismo mes sobre Rangún, cuando se enfrentaron al 64 Sentai, una experimentada unidad. En las misiones de reconocimiento, ataque, apoyo aéreo y caza, los A-36A y P-51A fueron superados por el Nakajima Ki-43 Oscar. En marzo de 1944 todos los P-51A supervivientes se incorporaron al 1st Air Commando Group. A partir de mayo de 1944, los P-51A, muy desgastados y sin repuestos, comenzaron a ser sustituidos por P-47, hasta que llegaron P-51D en la primavera de 1945.
A finales de 1943, un puñado de P-51A y P-51B llegó a China para equipar al 23rd Fighter Group. El 23º Grupo de Caza reemplazó sus Curtiss P-40 con P-51 Mustang para poder escoltar a los bombarderos de las USAAF. En China, el P-51 realizó misiones de caza, escolta, apoyo aéreo, ataque y reconocimiento. En noviembre de 1943, los P-51A realizaron la primera misión de combate en China. A principios de 1945 llegaron algunos P-51C, P-51D y P-51K, que equiparon a varios grupos de caza (3rd, 4th y 5th Fighter Groups). El mejor caza japonés al que se enfrentaron fue el Ki-84 Hayate.
Los japoneses capturaron un P-51C del 26th FS, cuando en enero de 1945 realizó un aterrizaje en China. El avión fue enviado a Japón para su evaluación y pruebas.

### Posguerra

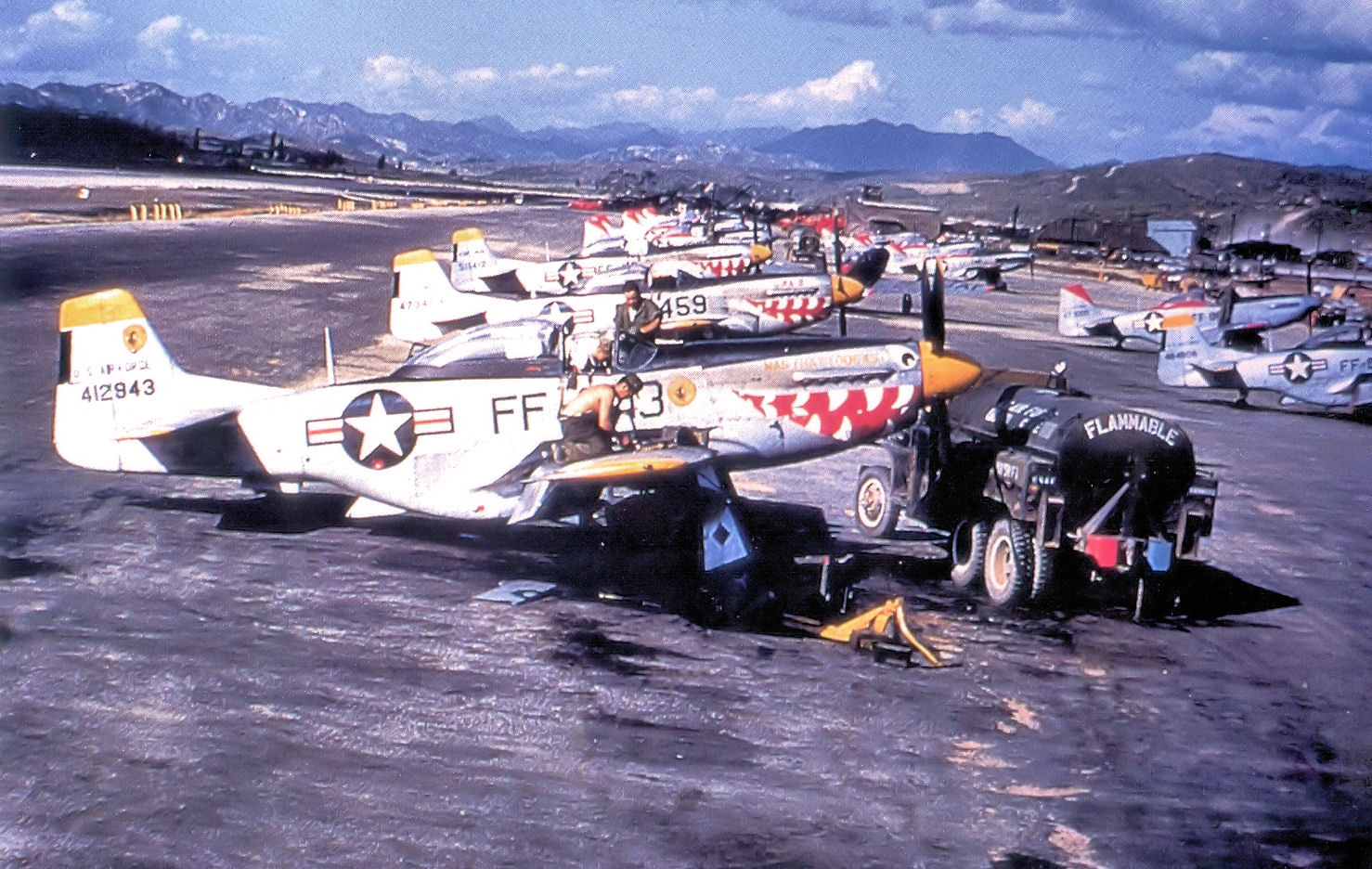
Mustang del 18th Fighter-Bomber Group en Corea.

El fin de la Segunda Guerra Mundial no fue el final de la carrera del P-51 Mustang. La USAF decidió adoptarlo como caza estándar y retiró otros modelos. De P-51 se pasó a denominarlo F-51. Algunos P-51 excedentes fueron vendidos a otros países. Los Mustang sirvieron en 55 países. Cientos de P-51 salieron al mercado civil. Algunos fueron recomprados, modernizados y entregados a países de Sudamérica bajo el programa Military Assistance Program (MAP).
- Israel adquirió cuatro P-51 que actuaron al final de la Guerra Árabe-Israelí de 1948. El P-51 resultó ser el mejor caza del lado israelí, por lo que se comprarían en 1952 otros 25 P-51 en Suecia y en 1955 otros 30 en Italia (aunque estos principalmente fueron destinados a repuestos). Un total de 48 P-51 fueron empleados en combate en la guerra de 1956, para ser retirados después de modo definitivo. Ya habían sido reemplazados antes de 1956 en primera línea por los reactores Meteor, Ouragan y Mystere.[36]
- En 1949, Holanda empleó sus P-51 Mustang durante la Guerra de Independencia Indonesia.
- La Guerra Civil china vio como el Kuomintang empleaba sus P-51. Algunos acabaron en manos del ejército comunista de Mao.
- En 1950 comenzó la Guerra de Corea. Ante la necesidad de un avión de apoyo aéreo, la USAF destinó los P-51 Mustang a Corea, muchos siendo transferidos a la Fuerza Aérea Surcoreana. Los P-51 entraron en acción en numerosas batallas, contribuyendo a la destrucción de las columnas de tanques T-34 y de concentraciones de tropas del Ejército Norcoreano y del Ejército Chino hasta el final de la guerra. En Corea, la vulnerabilidad del P-51 al fuego antiaéreo volvió a quedar demostrada.
- Algunos P-51 fueron comprados por diversas naciones, que los modernizaron a Cavalier P-51D Mustang y los emplearon en combate contra la guerrilla: Cuba, República Dominicana, Filipinas e Indonesia.[37]
- En la Guerra del Fútbol de 1969, algunos P-51 de la Fuerza Aérea de El Salvador atacaron al Ejército Hondureño y bombardearon Tegucigalpa. La Fuerza Aérea Hondureña tenía también unos pocos P-51 Mustang, que se enfrentaron a los aviones salvadoreños.

### P-51 comparado con sus contemporáneos
El Mustang, cuando finalmente fue equipado con el mismo motor Merlin 66 del Spitfire Mk.IX, se convirtió en el excelente caza que fue. Quizás mejor que el P-47, porque este no tenía tanta autonomía para la misión de escolta. Pero a pesar de sus virtudes y su fama, se dice que no fue tan completo como otros cazas de la época. El P-51 Mustang fue el caza que se llevó la fama en Europa. Sin embargo, en el Pacífico fueron el P-38 Lighting de las USAAF y el F6F Hellcat de la Armada quienes lograron más derribos y se llevaron la fama. Se trataba, en definitiva, de qué avión era el mejor adaptado a las características de combate de cada frente.
De todos modos, en la Segunda Guerra Mundial el combate había dejado de ser una combinación de habilidades acrobáticas para pasar a ser combates basados en ataques a gran velocidad, disparar y ascender rápidamente para empezar de nuevo. Ya no se trataba tanto de maniobrabilidad, sino que se imponía el avión más veloz y con más armamento. En la Segunda Guerra Mundial se demostró que la velocidad era la ventaja más importante, combinada con la velocidad en picado hacía que el avión que ganara en ambas a su oponente se impusiera en el combate aéreo. Además de eso, en muchos casos se demostró que el piloto más experimentado, si podía enfrentarse a su adversario desde una posición favorable, también ganaba en muchos casos.
La RAF, las USAAF, la Luftwaffe y la Armada estadounidense realizaron regularmente durante la guerra pruebas comparativas entre sus aviones, a veces incluyendo también aviones capturados. Tras el final de la guerra, en Estados Unidos se realizaron pruebas comparativas entre cazas aliados y capturados en Wright Field y Freeman Field.

#### P-51 vs P-47
El P-47 Thunderbolt y el P-51 Mustang lucharon codo con codo en Europa y en el Pacífico. El P-47 se diseñó debido al requerimiento de las USAAF de un caza estándar, ante la previsión de que el país entrara en guerra. En 1942, el P-47 entraba en servicio en las USAAF y, el mismo año, los primeros P-51 entraban en servicio con la RAF. El P-51 fue diseñado de acuerdo a las tendencias más modernas, en cambio los diseñadores del P-47 fueron más conservadores.
- El Mustang estaba equipado con un motor Merlin refrigerado por líquido. Esto le daba grandes prestaciones y una gran autonomía, pero a la vez lo hacía muy vulnerable al fuego enemigo. El radiador estaba situado en la panza y era muy vulnerable al fuego de armas ligeras. La mayor parte de las pérdidas de los P-51 se sufrieron en misiones de apoyo táctico o ataques a aeródromos.
- El P-47 era un avión muy potente. Su motor R-2800 Double Wasp estaba refrigerado por aire, pero consumía mucho combustible, lo cual le hacía tener menos autonomía que el P-51. En cambio, tanto por ser un diseño robusto creado en tiempo de paz, como por su motor, podía aguantar lo que fuera y volver a la base como un colador.
- El P-51 Mustang era un 40 % más barato que el P-47 Thunderbolt. En 1944, el coste de cada P-51 era de 51 572 dólares, el tercer caza más barato después del P-40 y del P-39. En 1945, el precio había bajado a 50 985 dólares, convirtiéndole en el más barato. En una guerra de desgaste, donde se trata de contar con miles de aviones y se van a perder cientos, esto inclinó claramente la balanza a favor del P-51 como caza a emplear en primera línea. Al emplear motores distintos se podía contar con cientos de cazas adicionales sin entorpecer la producción de otros cazas. Además, era más fácil para el alto mando salvar la cara asignando el papel de escolta al nuevo caza que reconocer que el P-47 podía haberlo hecho meses antes si lo hubieran equipado con depósitos externos.
- Los P-47 derribaron 3700 aviones, mientras que los P-51 derribaron 4950. También es verdad que cuando en 1943 el P-47 lideraba la lucha contra la Luftwaffe, esta era un enemigo mucho más temible que cuando el Mustang llegó en 1944 en grandes números. En cierto sentido, el P-47 preparó el camino al P-51, tanto desgastando a la Luftwaffe como curtiendo a los pilotos estadounidenses que luego pilotarían los P-51.
- El 56th Fighter Group, equipado con P-47, reclamó 674 derribos y 311 aviones destruidos en el suelo. El 4th Fighter Group, que cambió sus P-47 por P-51, reclamó 583 derribos y 469 aviones destruidos en el suelo. Estos números de derribos muestran que ambos aviones anduvieron a la par. Además, hasta contar con suficientes P-51, ya bien entrado 1944, estos se asignaban para escolta lejana sobre el objetivo, dejando a los P-47 el peso del combate.
- Las seis ametralladoras del P-51 eran superadas por las ocho del P-47. El P-47 demostró ser un avión de ataque al suelo excepcional. El P-51, como avión de ataque al suelo, sufrió más pérdidas que el P-47, debido a su fragilidad y vulnerabilidad.
- El P-51 era mejor en velocidad y maniobrabilidad, pero el P-47 tenía más potencia de fuego y podía encajar más daños y volver a casa.[40]
- Según los pilotos de la Luftwaffe, los dos eran enemigos temibles. Aunque el P-47 trepaba más despacio y maniobraba peor, su potencia de fuego, potencia y armamento bien usados se convertían en combate en letales. Su capacidad de soportar el más duro castigo permitió a muchos pilotos volver a casa, aprender la lección y volver al combate siendo pilotos más fogueados y peligrosos. Las prestaciones y aspecto del P-51 eran parecidas a las de los cazas alemanes.

#### P-51 vs F4U
El F4U Corsair se diseñó para operar desde portaaviones, por lo cual necesitaba potencia y mucha autonomía. Aunque entró en servicio más o menos a la vez que el P-51, la producción estaba comprometida con la lucha en el Pacífico. Las misiones que el P-51 y F4U realizaron fueron muy distintas.
Lo que explica la menor fama del Corsair es que recibió menos atención por parte de la prensa, ya que fue destinado a los Marines en el Pacífico. La Armada prefirió por diversos motivos al Grumman F6F Hellcat como caza embarcado, que atrajo toda la atención, y hasta 1944 los F4U no empezaron a operar desde portaaviones. Los Marines aceptaron encantados el F4U, ya que buscaban un avión moderno y todos los demás modelos estaban ya comprometidos. La versión F4U-4 entró en servicio en enero de 1945, siendo la mejor versión del Corsair que entró en combate.
- El F4U-4 tenía mayor velocidad, ascendía más rápido y era más maniobrable que el P-51D. La velocidad del Corsair hizo que en Okinawa se empleara para interceptar kamikazes. En las pruebas que se hicieron en Estados Unidos al acabar la guerra, el F4U-4 fue considerado el mejor caza en combate. El Corsair nunca se enfrentó con cazas alemanes, pero en los combates simulados contra aviones alemanes capturados fue siempre superior al Fw 190 en cualquier tipo de combate.
- El F4U tenía la misma autonomía que el P-51D. Además podía montar más combustible externo que los dos depósitos, pero nunca se hizo.
- El P-51D tenía más velocidad en picado y la visibilidad desde cabina era mejor.
- Su potencia de fuego era igual.
- El Corsair era tan resistente como el P-47. Al igual que el P-47, demostró ser un avión de apoyo aéreo de primera. En Corea realizó misiones de ataque y se enfrentó con éxito a aviones enemigos.[42]
- Los F4U Corsair se enfrentaron a los maniobrables cazas japoneses y fue capaz de derrotarlos. Los Mustang se enfrentaron a aviones no tan maniobrables, pero con pilotos mejores.
- El F4U fue el único caza de Estados Unidos que siguió siendo fabricado tras el final de la guerra.

#### P-51 vs Spitfire
El P-51 era bastante similar al Spitfire. La RAF comparó el Mustang Mk.III con sus Spitfire IX y Spitfire XIV, así como contra un Tempest V. También se realizaron pruebas con ejemplares capturados de Focke-Wulf Fw 190A y Messerschmitt Bf 109G.
- El P-51 era más grande que el Spitfire. Cada avión contaba con un diseño de ala distinta.
- Los dos aviones tenían el mismo tipo de motor. Aunque era un poco más pesado en la evaluación técnica que hizo la RAF, el P-51B era un poco más rápido, ya que era más aerodinámico y tenía mayor carga alar.[43]
- La capacidad normal de combustible del Mustang era mayor y eso le daba una autonomía que casi podía doblar la del Spitfire. El P-51 podía llevar dos depósitos externos debajo de las alas y el Spitfire un solo depósito debajo de la sección central.
- El Spitfire era más rápido en las trepadas, pero más lento en el picado.
- El Spitfire era más maniobrable que el Mustang, sobre todo los modelos con las alas recortadas. Su menor carga alar significaba que en combate cerrado podía girar dentro del radio de giro de su adversario, incluso si este era un P-51 Mustang. A altas velocidades, el Spitfire perdía esa maniobrabilidad.
- El P-51 era más rápido que el Spitfire. La RAF se sorprendió al constatarlo en los primeros Mk.I que recibió.

#### P-51 vs Fw 190
De entre todas las versiones que hubo, la Fw 190D, aunque no era tan ágil como los Fw 190A, contaba con mejor velocidad en picado y en ascensión. El Fw 190 fue uno de los mejores cazas de la guerra, tanto que basado en él se creó el Grumman F8F Bearcat, y en la posguerra, la URSS y Francia emplearon en servicio algunos ejemplares capturados. Las prestaciones de los aviones alemanas se vieron penalizadas al final de la guerra por la calidad de su gasolina.
- El armamento del Fw 190D era mejor que el del P-51B, pero estaba igualado con el del P-51D. Los cañones Mauser del Fw 190D estaban pensados para atacar bombarderos.
- El P-51D tenía la mira reflectora giroscópica K-14 que ayudaba al tiro, pero requería mantenerse sobre el blanco por algunos segundos. Para el piloto novato era una ayuda notable.
- La ventaja del motor Merlin de menor cilindrada y su mayor capacidad de combustible interno y externo hacían al P-51 imbatible en alcance. Pero sobre Alemania, esto era irrelevante para un caza de la Luftwaffe.
- Las prestaciones de los dos estaban bastantes igualadas en cuanto a velocidad. A gran altura, donde se luchaba, el Mustang ofrecía prestaciones algo superiores. El único Fw 190D claramente superior al P-51 era el D-13.

La RAF evaluó sus Mustang Mk.III  contra un Fw 190A capturado. El Mustang era más rápido en todas las alturas, llegando a los 100 km/h de diferencia a gran altura. El Fw 190 igualó al Mustang en velocidad de trepada y capacidad de giro. La agilidad del Fw 190 hizo que la RAF desaconsejara a los pilotos de Mustang intentar un combate aéreo cerrado contra un Fw 190. La táctica recomendada era mantener velocidad alta, emplear el picado y recuperar altura después de cada ataque. En caso de verse atacado, el piloto del Mustang debía realizar un giro pronunciado y luego un picado a potencia máxima, que aumentaría rápidamente la distancia.

#### P-51 vs Bf 109
Los modelos a los que se enfrentó el P-51 fueron el Bf 109G y el Bf 109K. El modelo Bf 109K-4 apareció en 1944, equipado con un motor DB 605D para luchar a gran altura. Las primeras operaciones del Bf 109K fueron en octubre de 1944, y solo se construyeron alrededor de 700 unidades. El Bf 109K-14 ni siquiera llegó a producirse.
- Las evaluaciones mostraban que el Bf 109 era más rápido ascendiendo y su giro era menor al del P-51.
- El Mustang era más rápido en vuelo horizontal y en picado.

Las tácticas recomendadas tras las evaluaciones de la RAF contra el Bf 109G eran las mismas que para el Fw 190A.

#### P-51 vs P-38
El P-38 Lighting fue el avión pilotado por los dos máximos ases americanos. Quizás sería más justo comparar el P-38 con el F-82, caza de escolta bimotor, y no con el P-51.
- Al ser bimotor, el P-38 era demasiado complicado para el piloto promedio de las USAAF. Requería un mayor entrenamiento del piloto. También una formación adecuada para saber sacar partido en combate al avión. Esta formación se realizó en Europa para los pilotos de P-51, pero no de P-38.
- El P-38 tenía un rendimiento peor a gran altitud que el P-51 Mustang. Volar a gran altura descubrió muchos defectos del P-38 que se tardó mucho tiempo en solucionar. Tampoco soportaba tan bien el daño en combate como el P-47. Por tanto, no ofrecía ventajas significativas en Europa para dedicarlo a escolta ni a apoyo aéreo.
- El P-38 se usó en Europa, pero se ajustaba mucho mejor al Pacífico, ya que sus grandes depósitos de combustible y dos motores lo hacían ideal para volar sobre grandes extensiones de agua. En Europa le precedía la mala fama de los cazas bimotores y la mala experiencia de la RAF con su pedido de P-38E.
- Por su diseño, el P-38 era inestable cuando realizaba picados, debido a la alta velocidad que podía lograr. Esto se solucionó en el P-38G, pero el avión que se envió a Europa con los kits para adaptar todos los P-38 de la 8ª Fuerza Aérea se estrelló. Eso retrasó el reacondicionamiento, y finalmente todos los grupos aéreos de caza equipados con P-38, excepto uno, se pasaron al P-51.
- En Europa, a las USAAF nunca les gustó el P-38. Se consideraba inferior al Spitfire y al P-51 a gran altitud, e inferior al P-47 como un cazabombardero. Además, el P-38 tuvo serios problemas de averías del motor en Gran Bretaña, que no sucedieron en otros frentes. El volar a gran altura reveló otros fallos de diseño, solucionables con el tiempo, pero que no ayudaron a ganarse el favor de las USAAF.
- El P-38 era un avión grande y su silueta era claramente reconocible. La Luftwaffe se aprovechó de ello cuando debutó en combate. Sobre el norte de África, los Fw 190 se impusieron claramente en combate, aunque nunca a gran altura.
- En el Pacífico, las unidades de las USAAF volaron con éxito sus P-38F contra los ágiles cazas japoneses. Los pilotos aprendieron a aprovechar su mayor velocidad y aceleración en picado. El P-38 fue el caza más demandado en el Pacífico por las largas distancias entre islas, la seguridad que daba un bimotor de regresar en caso del fallo de un motor y por su potente armamento. Por si fuera poco, la concentración en el morro de las ametralladoras hacía mucho más fácil acertar el blanco.
- En el Pacífico, el General Kenney supo sacar partido del P-38 y su largo alcance. Empleando tácticas ofensivas y evitando el combate cerrado, supo aprovechar todas las ventajas del P-38 y las debilidades de los cazas japoneses. No fue el caso de sus colegas europeos. En Europa, el potencial del P-38 tardó en ser entendido por las USAAF, que no supieron cómo emplearlo hasta que ya fue tarde, dado que el P-51 y el P-47 contaban con autonomía suficiente.[49]

#### P-51 vs Ki-84
Tras las pruebas realizadas por Estados Unidos al final de la guerra, se concluyó que el Nakajima Ki-84 Hayate fue el mejor caza japonés de la Segunda Guerra Mundial. El Ki-84 abandonaba la construcción ligera y falta de blindaje que se dio en aviones como el Ki-43 o el A6M2.
- El Ki-84, con 3890 kg, era mucho más ligero que el P-51D, de 5260 kg. Esto le daba mayor aceleración, pero en picado el P-51 era superior. El Ki-84 era mejor en aceleración, velocidad de trepada y radio de giro. Podía enfrentarse de igual a igual al F6F Hellcat, al P-51 Mustang y al P-47 Thunderbolt.[50]
- El Ki-84 tenía un motor más resistente que el del P-51, que podía ser puesto fuera de combate si era alcanzado en el sistema de refrigeración.
- El P-51 era muy superior en techo, velocidad máxima, picado y maniobrabilidad a gran velocidad. A gran altura, el P-51 era muy superior.[51]
- El Ki-84 era potencialmente un avión muy peligroso, sobre todo a baja y media altura. Pero la deficiente calidad de construcción y el escaso entrenamiento de los pilotos japoneses hizo que en combate real no ofreciese todo su potencial. A gran altura, no podía rivalizar con los P-51D que escoltaban a los B-29.

## Variantes
Fuente: U.S. Military Aircraft Designations and Serials since 1909.

### Células de construcción estadounidense

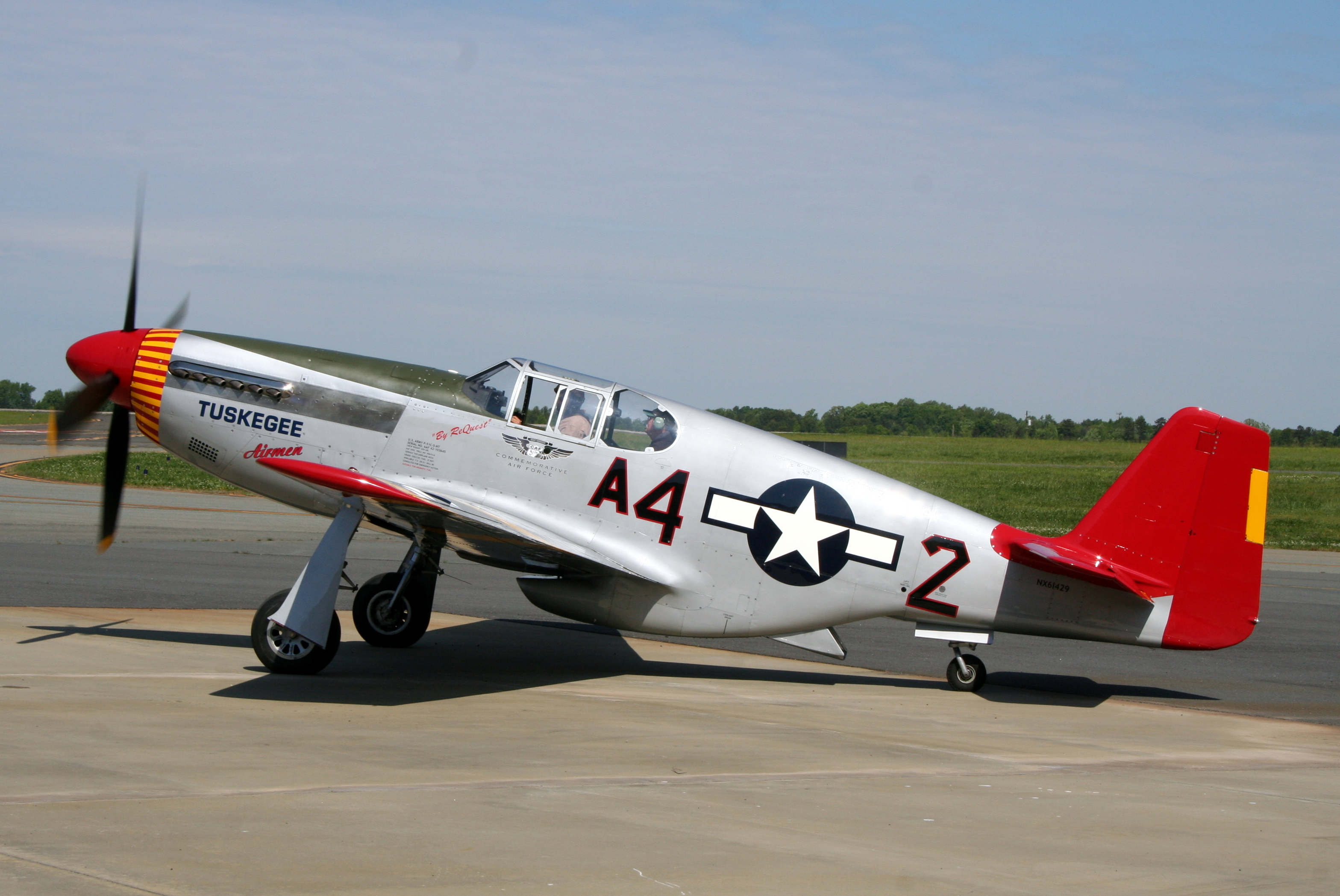
Un P-51C con los colores de los Aviadores de Tuskegee, conservado por la organización Commemorative Air Force.

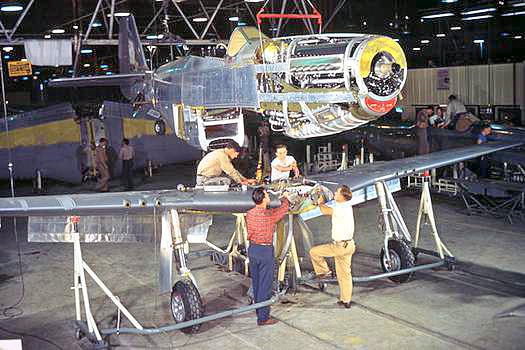
Un P-51D en la línea de ensamblaje de Inglewood.

NA-73X
Prototipo, 1 ejemplar construido.
XP-51
Prototipo, 2 construidos.
Mustang Mk.I
Construido en Inglewood para la RAF, 620 fabricados.
A-36 Apache
Variante de ataque a tierra (bombardero en picado) del primer lote de aviones producidos para el Reino Unido, al principio recibió el nombre de Invader, pero pronto fue renombrado Apache, 500 construidos.
P-51 (NA-91)
Construido en Inglewood, California. 93 fueron al Reino Unido bajo el Acuerdo de Préstamo-Arriendo, operados por la RAF como Mustang Mk Ia, fueron retenidos por las USAAF y equipados con motores Allison V-1710-39, 150 fabricados.
P-51A-NA (NA-99)
Construido en Inglewood (California). 50 bajo el Acuerdo de Préstamo-Arriendo a la RAF, con nombre de servicio Mustang Mk II, 310 construidos.
XP-51B (NA-101)
Prototipos del P-51B con motores Packard-Merlin V-1650, designados inicialmente XP-78 Apache, 2 construidos.
P-51B-NA (NA-102)
Construido en Inglewood, California. Primera versión de producción en ser equipada con el motor Merlin. 308 suministrados bajo el Acuerdo de Préstamo-Arriendo y operados por la RAF como Mustang Mk III, 1987 construidos.
P-51C-NT (NA-103)
Primera variante del P-51 en ser construida en la planta de Dallas de North American. Idéntico al P-51B. Los Mustang construidos por North American en Dallas llevaban el sufijo "-NT". 636 fueron suministrados bajo el Acuerdo de Préstamo-Arriendo a la RAF como Mustang Mk III, 1750 construidos.
XP-51D
Prototipos de P-51D, 3 construidos.
P-51D-NA/-NT (NA-104, -106, -109, -110, -122)
6600 construidos en Inglewood, 1600 construidos en Dallas. 100 P-51D-1-NA fueron enviados sin ensamblar a Australia. 282 bajo el Acuerdo de Préstamo-Arriendo sirvieron en la RAF como Mustang Mk IV, 8200 construidos.
XP-51F (NA-105)
Versión aligerada, 3 ejemplares producidos.
XP-51G (NA-105)
Versión aligerada, hélices de 5 palas, 2 ejemplares producidos.
P-51H-NA (NA-126)
555 fabricados en Inglewood.
XP-51J (NA-105)
Desarrollo aligerado con motor Allison, 2 ejemplares producidos.
P-51K-NT (NA-111)
Construido en Dallas, Texas. Idéntico al P-51D, excepto porque estaba equipado con una hélice Aeroproducts de cuatro palas. 600 bajo el Acuerdo de Préstamo-Arriendo a la RAF como Mustang Mk IVa, 1500 construidos.
P-51M-NT (NA-124)
Igual al P-51H con motor V-1650-9A sin inyección de agua para operaciones a baja cota, 1 ejemplar producido en Dallas; contrato cancelado más tarde.
XP-78 Apache
Designación inicial dada al XP-51B.

### Células de construcción australiana
Commonwealth Aircraft Corporation CA-17 Mustang Mk 20
100 P-51D-1-NA sin ensamblar fueron entregados como kits a Australia, pero solo 80 fueron reconstruidos.
CAC CA-18 Mustang Mk 21, Mk 22 y Mk 23
Producción bajo licencia en Australia de 120 (fueron ordenados originalmente 170) P-51D. Los Mk 21 y Mk 22 usaban el motor Packard V-1650-3 o V-1650-7 de fabricación estadounidense, y el Mk 23 (que siguió al Mk 21) estaba propulsado por el motor Rolls-Royce Merlin 66 o Merlin 70.

### Conversiones deMustangya construidos
TP-51C
Modificación de campo para crear una variante de doble control; al menos se construyeron cinco unidades conocidas durante la Segunda Guerra Mundial para entrenamiento y transporte VIP.
ETF-51D
Un P-51D modificado para ser usado en portaaviones.
Rolls-Royce Mustang Mk.X
Solo cinco conversiones de prototipo; dos células Mustang Mk I fueron inicialmente equipadas a modo de pruebas con motores Rolls-Royce Merlin 65 en la segunda mitad de 1942, con el fin de probar las prestaciones del avión con una planta motriz mejor adaptada a altitudes medias/altas. La exitosa conversión del equivalente P-51B/C propulsada por el Packard V-1650 (Merlin) hizo superfluo este experimento. Aunque las conversiones fueron altamente exitosas, la planeada producción de 500 ejemplares fue cancelada.

### Contratos cancelados
NA-133
Un P-51H para la Armada estadounidense con alas plegables, gancho de apontaje y depósitos de punta alar.
P-51L-NT (NA-129)
Esta versión aligerada fue cancelada y no se fabricó ningún ejemplar.
Commonwealth CA-21 Mustang Mk.24
Producción bajo licencia de 250 P-51H, más tarde cancelada.
El número total de aviones fabricados fue de 16 766, convirtiéndose en el avión de caza estadounidense más producido de la historia.

## Operadores
Alemania

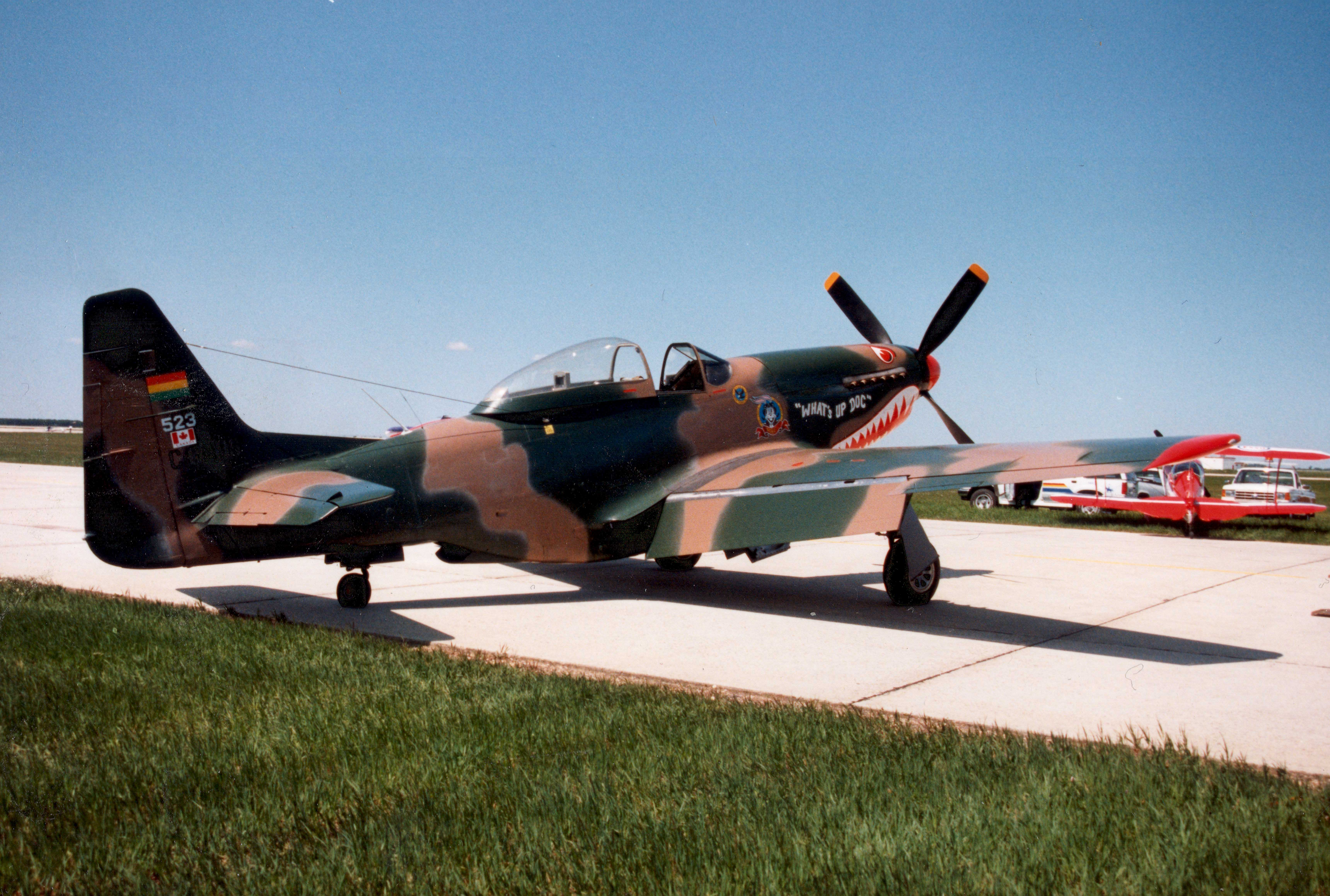
Un Cavalier Mustang, antiguamente en servicio con la Fuerza Aérea Boliviana, estacionado en un aeródromo canadiense.

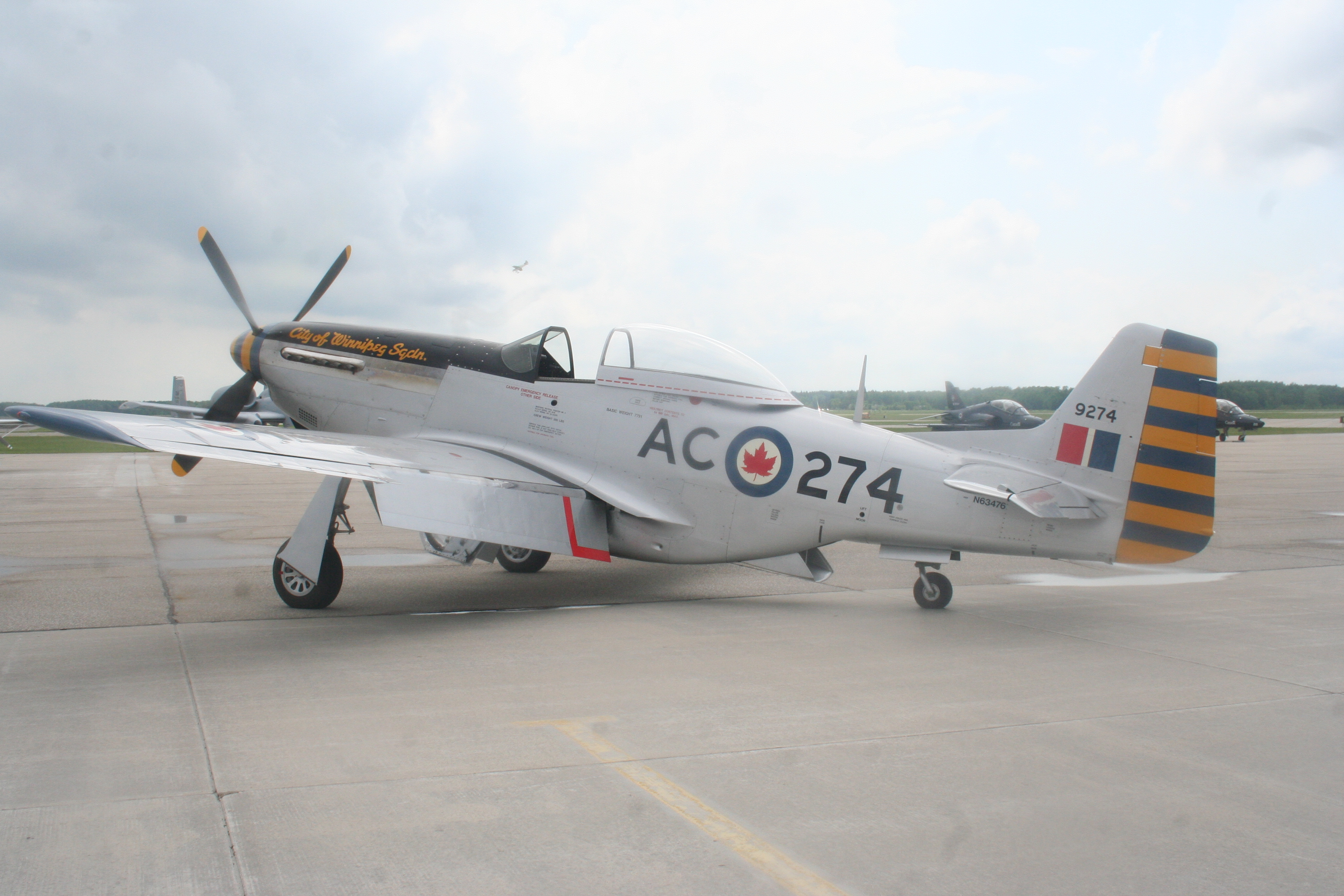
Un P-51D restaurado con las marcas del Escuadrón Auxiliar No. 402 "City of Winnipeg" de la Real Fuerza Aérea Canadiense.

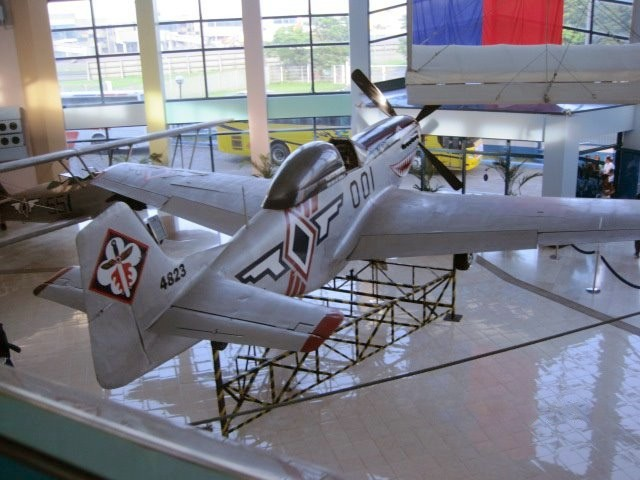
P-51D de la Fuerza Aérea de Filipinas. La rueda de cola está fijada en la posición extendida.

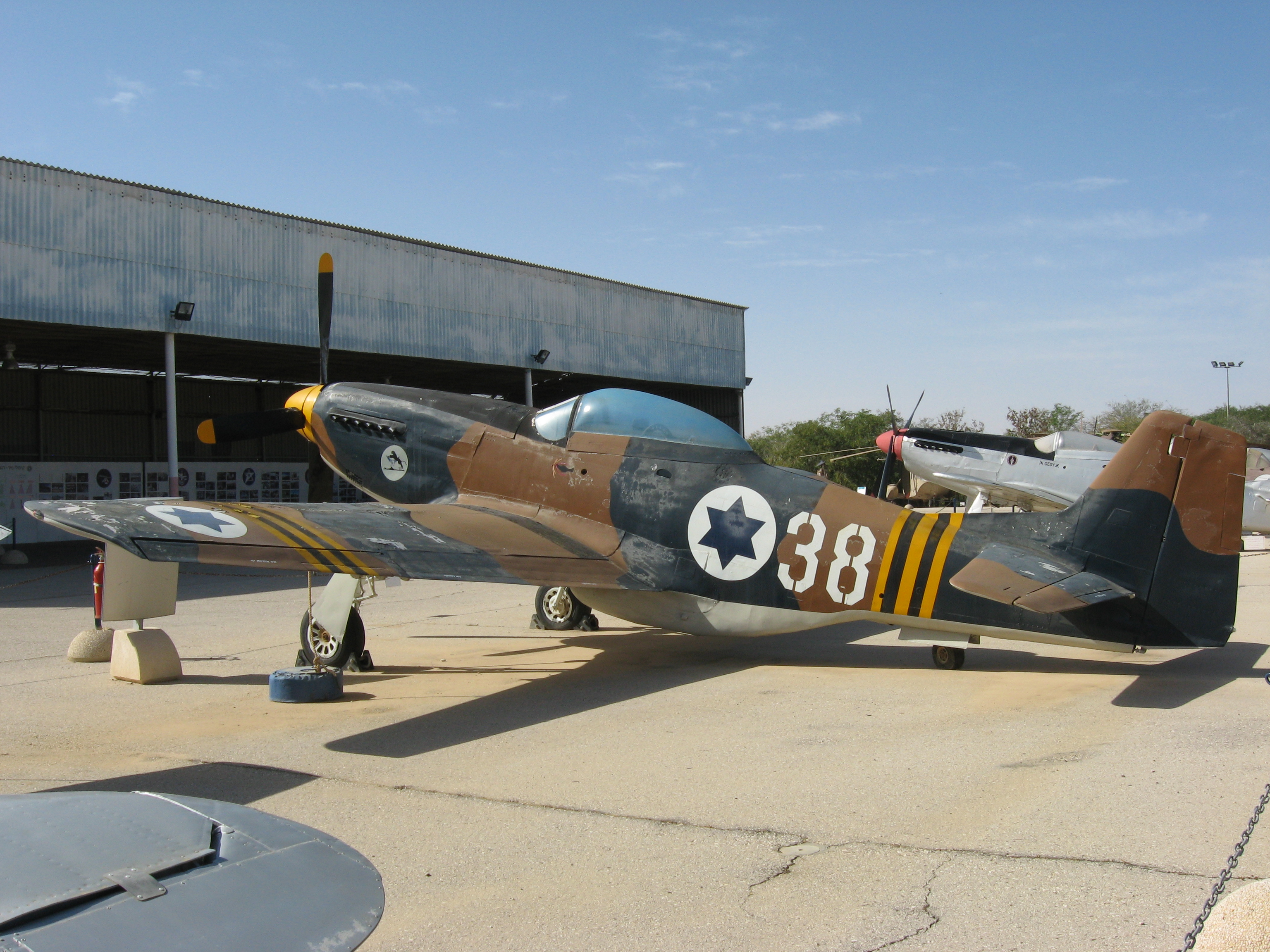
Un P-51D en el Museo de la Fuerza Aérea Israelí; la marca debajo de la cúpula de la cabina indica su participación en la operación de corte de cables durante la Crisis de Suez.

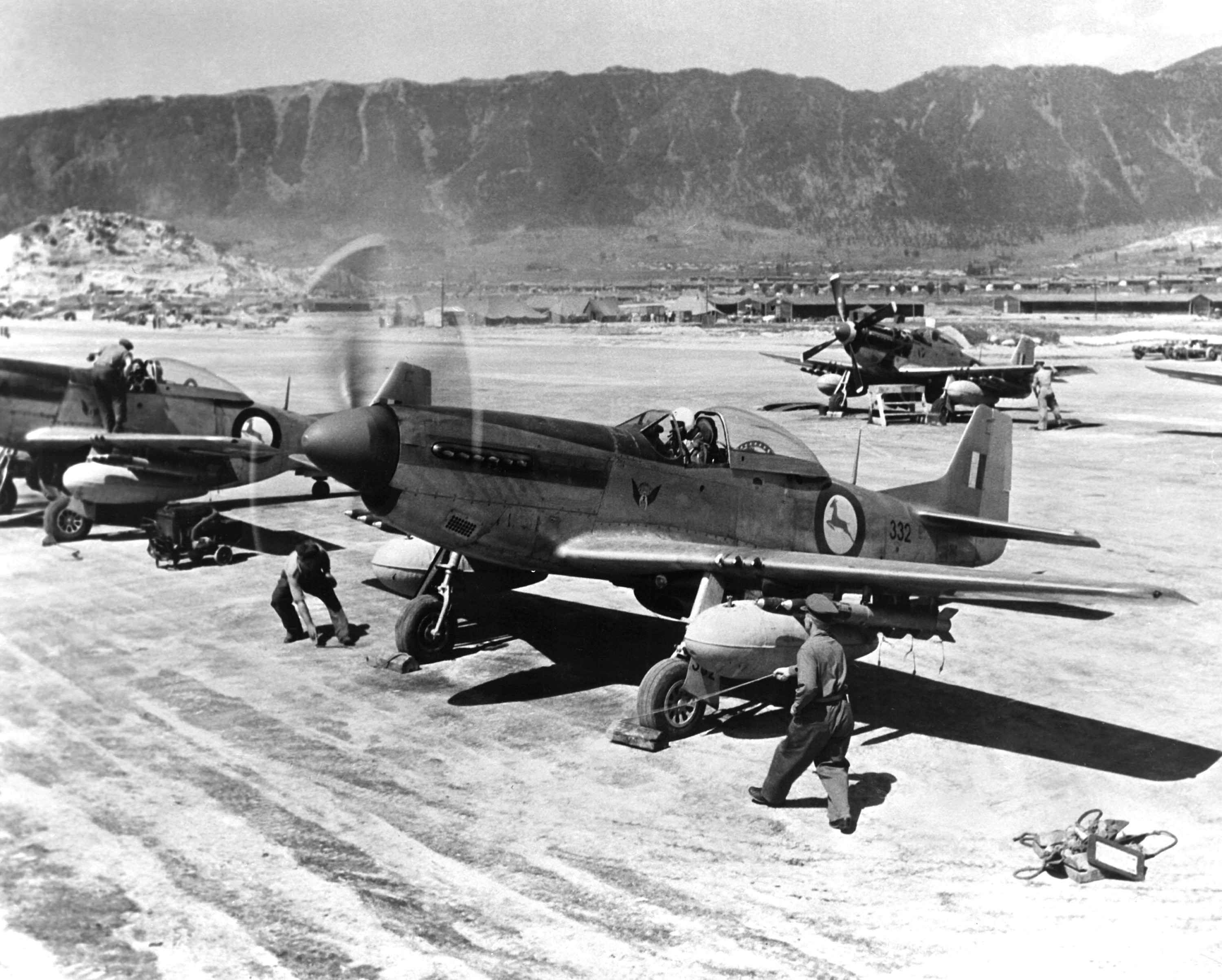
Varios F-51D Mustang del Escuadrón No. 2 de la Fuerza Aérea Sudafricana en Corea en mayo de 1951.

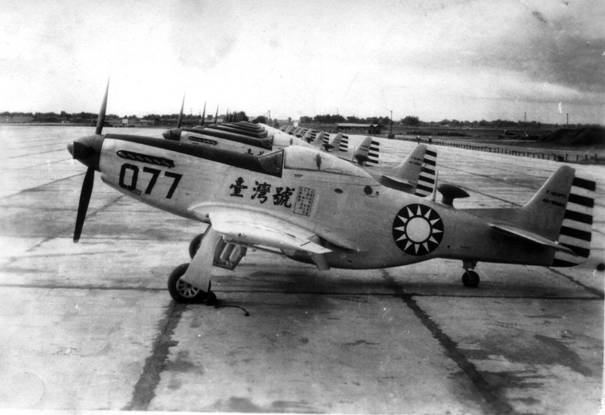
Varios P-51 de la Fuerza Aérea de la República de China en 1953.

- Luftwaffe: Durante la Segunda Guerra Mundial, la Luftwaffe consiguió varios P-51 como Beuteflugzeug (aeronaves capturadas) después de que tuvieran que realizar aterrizajes de emergencia en territorio controlado por los alemanes. Esos aviones fueron reparados y probados en vuelo por la Zirkus Rosarius, una unidad especial de prueba de aeronaves del Mando Supremo de la Luftwaffe, para su evaluación en Gotinga. Fueron pintados de amarillo brillante en el morro y en la parte inferior y con los símbolos identificativos alemanes. Entre los aviones capturados había varios P-51B y P-51C (incluyendo ejemplares marcados con los códigos Luftwaffe Geschwaderkennung T9+CK, T9+FK, T9+HK y T9+PK) y tres P-51D.[53] Algunos de esos P-51 fueron encontrados por fuerzas aliadas al finalizar la guerra; otros se estrellaron mientras eran probados.[54] El Mustang también aparece en el apéndice de la novela KG 200 como utilizado por la unidad de operaciones secretas alemana KG 200, que durante la Segunda Guerra Mundial se dedicó a probar, evaluar y algunas veces utilizar de forma clandestina aviones capturados al enemigo.[55]

 Bolivia
- Fuerza Aérea Boliviana: Estados Unidos suministró 9 F-51D Cavalier, incluyendo dos biplazas TF-51 bajo un programa denominado Peace Condor.[56]

 Canadá
- Real Fuerza Aérea Canadiense (RCAF): Canadá tuvo cinco escuadrones equipados con cazas Mustang durante la Segunda Guerra Mundial. Los escuadrones 400, 414 y 430 utilizaron los Mustang Mk I entre 1942 y 1944, mientras que los escuadrones 441 y 442 utilizaron los Mustang Mk III y Mk IVa en 1945. En la posguerra, la RCAF compró un total de 150 aviones P-51D Mustang, que sirvieron en dos escuadrones regulares, los 416 "Lynx" y 417 "City of Windsor", y en seis escuadrones auxiliares, los 402 "City of Winnipeg", 403 "City of Calgary", 420 "City of London", 424 "City of Hamilton", 442 "City of Vancouver" y 443 "City of New Westminster". Los Mustang fueron declarados obsoletos en 1956, pero una serie de versiones de propósitos especiales permanecieron en servicio hasta principios de los años 1960.

 Corea del Sur
- Un mes después del estallido de la Guerra de Corea, la Fuerza Aérea de la República de Corea (ROKAF) recibió 10 aviones F-51D Mustang como parte del Proyecto Bout One. Fueron pilotados por aviadores surcoreanos, algunos de los cuales eran veteranos de los servicios aéreos del Ejército Imperial Japonés y de la Armada Imperial Japonesa durante la Segunda Guerra Mundial, así como por asesores estadounidenses dirigidos por el mayor Dean Hess. Posteriormente, Corea del Sur recibió más aviones Mustang de los arsenales estadounidense y sudafricano. Formaron la espina dorsal de la Fuerza Aérea de la República de Corea hasta que fueron reemplazados por cazas de reacción F-86 Sabre.[56] Adicionalmente, fueron utilizados por el equipo acrobático Black Eagles de la ROKAF, hasta que fueron retirados en 1954.

 Costa Rica
- Fuerza Aérea de Costa Rica: tuvo en servicio cuatro P-51D entre 1955 y 1964.[56]

 Cuba
- En noviembre de 1958, tres P-51D Mustang registrados como aeronaves civiles en Estados Unidos fueron trasladados ilegalmente, por separado, desde Miami a Cuba, siendo entregados a las fuerzas rebeldes del Movimiento 26 de Julio, entonces liderado por Fidel Castro, durante la Revolución Cubana. Uno de los Mustang sufrió daños durante la entrega, y ninguno de ellos fue usado operacionalmente. Después de que la revolución culminara con éxito en enero de 1959, junto con otros aviones de las fuerzas rebeldes más los existentes en las fuerzas del gobierno cubano, fueron adoptados en la Fuerza Aérea Revolucionaria. Pero debido a las restricciones de Estados Unidos, la falta de repuestos y de experiencia en mantenimiento, nunca llegaron al estado operacional.[57][58][59]

 El Salvador
- La Fuerza Aérea de El Salvador adquirió 5 Cavalier Mustang II y 1 biplaza Cavalier TF-51, que incluían depósitos de combustible en las puntas alares para aumentar su alcance en combate y motores Merlin mejorados. Además tuvo en servicio 7 P-51D Mustang.[56] Fueron usados durante la Guerra del Fútbol de 1969 contra Honduras, siendo esa la última vez que el P-51 entró en combate. Uno de ellos, con matrícula FAS-404, fue derribado por un F4U-5 Corsair pilotado por el capitán Fernando Soto en el último combate aéreo entre cazas con motor de explosión del mundo.[60]

 Estados Unidos
- Fuerzas Aéreas del Ejército de los Estados Unidos
- Fuerza Aérea de los Estados Unidos
- Guardia Nacional Aérea de los Estados Unidos

 Filipinas
- Después de la Segunda Guerra Mundial, Filipinas compró 103 P-51D Mustang que formaron la espina dorsal del Cuerpo Aéreo del Ejército de Filipinas de posguerra y posterior Fuerza Aérea de Filipinas. Estos aviones fueron usados extensamente en la campaña contra los insurgentes comunistas de Hukbalahap. El Mustang también fue el primer modelo de avión del equipo de acrobacia aérea filipino Blue Diamonds, formado en 1953.[61] Los Mustang de Filipinas fueron reemplazados por 50 F-86 Sabre a finales de los años 1950, pero algunos permanecieron en servicio para misiones de contrainsurgencia hasta principios de los años 70.

 Francia
- Ejército del Aire Francés: a finales de 1944, la primera unidad francesa comenzó su transición a aviones Mustang de reconocimiento. En enero de 1945, El Escuadrón de Reconocimiento Táctico 2/33 comenzó a enviar aviones F-6C y F-6D sobre Alemania en misiones de reconocimiento fotográfico. Los Mustang permanecieron en servicio en Francia hasta principios de los años 50, cuando fueron reemplazados por cazas de reacción.[56]

 Guatemala
- Fuerza Aérea Guatemalteca: 30 P-51D Mustang en servicio desde 1954 hasta principios de los años 70.[56]

 Haití
- Haití obtuvo 4 P-51D Mustang mientras el presidente Paul Eugène Magloire estuvo en el poder entre 1950 y 1956, de los que el último fue retirado entre 1973 y 1974, y vendido para repuestos a la República Dominicana.[62]

 Indonesia
- Indonesia compró algunos P-51D a la Fuerza Aérea de las Indias Orientales Neerlandesas cuando esta se disolvió entre 1949 y 1950. Los Mustang fueron usados contra las fuerzas de la Commonwealth británica (RAF, RAAF y RNZAF) durante su confrontación con Indonesia a principios de los años 1960. La última vez que se desplegaron aviones Mustang para propósitos militares fue un envío de 6 Cavalier II Mustang (sin depósitos de punta alar) entregado a Indonesia entre 1972 y 1973, y que fueron reemplazados en 1976.[63][64]

 Israel
- Israel compró ilegalmente unos pocos P-51 Mustang en 1948, que fueron introducidos de contrabando en el país embalados como maquinaria agrícola para ser usados en la Guerra árabe-israelí de 1948.[65] Posteriormente, Israel compró más aviones a Suecia y a continuación fueron reemplazados por cazas a reacción a finales de los años 50. Pero antes fueron usados en la Guerra del Sinaí de 1956, en la que según se dice, un piloto de la Fuerza Aérea Israelí cortó las comunicaciones entre la ciudad de Suez y las líneas de frente egipcias usando la hélice de su Mustang para romper los cables de teléfono.[66]

 Italia
- La Aeronáutica Militar Italiana fue un operador de posguerra del P-51D; las entregas se ralentizaron por la Guerra de Corea, pero entre septiembre de 1947 y enero de 1951, la AMI recibió 173 ejemplares. Fueron puestos en servicio en las unidades 2, 3, 4, 5, 6 y 51 Stormo (Alas), y algunos en escuelas de vuelo y unidades experimentales. La retirada del Mustang en Italia comenzó en el verano de 1958.[67]

 Japón
- El avión P-51C-11-NT Evalina, marcado con el número "278" (número de serie de las USAAF: 44-10816) y utilizado por el 26º Escuadrón de Cazas de las USAAF, fue dañado por fuego antiaéreo el 16 de enero de 1945, y realizó un aterrizaje de emergencia en el Aeródromo de Suchon en China, controlado por Japón. Los japoneses repararon el avión, les pintaron los distintivos japoneses Hinomaru y trasladaron el avión al centro de evacuación Fussa (actualmente Base Aérea Yokota) en Japón.[56]

 Nicaragua
- La Fuerza Aérea de Nicaragua compró 26 P-51D Mustang a Suecia en 1954 y posteriormente recibió 30 P-51D Mustang de Estados Unidos, junto a dos entrenadores TF-51. Todos los aviones de este modelo fueron retirados de servicio en Nicaragua en 1964.[56]

 Países Bajos
- La Real Fuerza Aérea del Ejército de las Indias Orientales Neerlandesas recibió 40 P-51D, que fueron utilizados durante la Revolución Nacional de Indonesia, particularmente en las ofensivas neerlandesas Operación Product en 1947 y Operación Kraai en 1949.[68] Una vez finalizado el conflicto colonial, Indonesia recibió algunos de los Mustang neerlandeses.[56]

 Somalia
- La extinta Fuerza Aérea de Somalia tuvo en servicio 8 P-51D en los años posteriores a la Segunda Guerra Mundial.[69]

 República Dominicana
- La Fuerza Aérea Dominicana fue la fuerza aérea latinoamericana con mayor número de aviones en total 51 P-51 Mustang, con 6 P-51D adquiridos en 1948, 44 F-51D comprados a Suecia en 1948 y un ejemplar adicional obtenido de una fuente desconocida.[70] Esta fuerza aérea fue la última que tuvo algún avión Mustang en servicio, ya que algunos permanecieron en uso hasta 1984.[56]

 República de China
- Fuerza Aérea de la República de China: China adquirió cazas P-51C y P-51D pertenecientes a la 10ª Fuerza Aérea de los Estados Unidos en India a principios de 1945. Estos Mustang fueron puestos en servicio en los 3º, 4º y 5º Grupos de Caza de la Fuerza Aérea China y usados para atacar objetivos japoneses en zonas ocupadas de China. Después de la guerra, el gobierno nacionalista de Chiang Kai-shek usó los aviones contra las fuerzas insurgentes comunistas. Cuando el gobierno nacionalista se retiró a Taiwán en 1949, los pilotos que apoyaban a Chiang llevaron la mayoría de los Mustang con ellos, donde formaron parte del arsenal de defensa de la isla. A continuación, Taiwán adquirió más cazas Mustang a la Fuerza Aérea de los Estados Unidos y a otros proveedores. No obstante, algunos Mustang quedaron en el territorio de la China continental y fueron capturados por las fuerzas comunistas.[56]

 China
- Algunos aviones capturados después de que el gobierno nacionalista se retirara a Taiwán.[56]

 Unión Soviética
- Fuerza Aérea Soviética: la Unión Soviética recibió al menos 10 de los primeros modelos Mustang I de la Real Fuerza Aérea británica para ser probados, pero los consideraron inferiores a los cazas soviéticos de la época, relegándolos a unidades de entrenamiento. La Fuerza Aérea Soviética utilizó posteriores entregas de las versiones P-51B/C y D, junto a otros Mustang abandonados en Rusia tras las famosas "misiones lanzadera", que fueron reparados, pero no puestos en servicio de primera línea.[71]

 Uruguay
- Fuerza Aérea Uruguaya: utilizó 25 P-51D Mustang entre 1950 y 1960, algunos fueron vendidos a Bolivia.[56]

## Apariciones notables en la cultura popular
- En el film El imperio del sol de 1987, su protagonista Christian Bale aclama a los atacantes del campo de concentración japonés donde está prisionero, gritando "¡P-51, Cadillac del Aire!" mientras un Mustang pasa cerca de él y su piloto le saluda.

- En la película "Salvar al Soldado Ryan", de 1998, un escuadrón de P-51 llega al rescate de los protagonistas cuando están a punto de sucumbir ante el avance alemán, destruyendo un Tiger enemigo, tras lo cual el capitán Miller los llama "Ángeles de la guarda".

- En la película Red Tails de 2012, se menciona al P-51 y de hecho, las escenas finales muestran combates entre P-51 y Messerschmitt Me 262 Schwalbe.

- Aparece en el videojuego Battlefield V.

- Tiene varias apariciones en el juego War Thunder.

- Se lo puede ver al inicio de la película Kong: La Isla Calavera.
- En la película Top Gun: Maverick el capitán Pete Mitchell (Tom Cruise) vuela un P-51 en sus ratos de ocio.
- Aparecen en la película Fury, en vuelo rasante sobre una formación de tanques.

- Los P-51 aparecen en el videojuego Heroes of the Pacific, como avión que el jugador puede usar.

## Especificaciones (P-51D)
Referencia datos: The Great Book of Fighters, y Quest for Performance.

### Características generales
- Tripulación: Uno (piloto)
- Longitud: 9,8 m (32,3 ft)
- Envergadura: 11,3 m (37 ft)
- Altura: 4,2 m (13,7 ft)
- Superficie alar: 21,8 m² (235 ft²)
- Peso vacío: 3465 kg (7636,9 lb)
- Peso cargado: 4175 kg (9201,7 lb)
- Peso máximo al despegue: 5490 kg (12 100 lb)
- Planta motriz: 1× motor lineal V12 sobrealimentado refrigerado por líquido Packard V-1650-7.
  - Potencia: 1490 kW (2054 HP; 2026 CV) a 3000 RPM; 1282 kW (1720 HP) de WEP
- Hélices: 1× Cuatripala por motor.
- Coeficiente de resistencia aerodinámica: 0,0163; 0,35 m² de área
- Alargamiento: 5,83

### Rendimiento
- Velocidad máxima operativa (Vno): 703 km/h
- Velocidad crucero (Vc): 580 km/h
- Velocidad de entrada en pérdida (Vs): 160 km/h (99 MPH; 86 kt)
- Alcance: 2755 km (1488 nmi; 1712 mi) con depósitos externos
- Techo de vuelo: 12 800 m (41 995 ft)
- Régimen de ascenso: 16,3 m/s (3209 ft/min)
- Carga alar: 192 kg/m² (39,3 lb/ft²)
- Potencia/peso: 300 W/kg
- Rendimiento aerodinámico máximo: 14,6
- Límite Mach recomendado: 0,8

### Armamento
- Ametralladoras: 

  - 6x Browning M2 de 12,7 mm (.50) con entre 400 y 270 proyectiles cada una (según su posición más cercana o lejana al fuselaje)
- Puntos de anclaje: 2 soportes subalares para cargar una combinación de:  
  - Bombas: Hasta 907 kg de bombas
  - Cohetes: 

    - 6 o 10× cohete HVAR T64 de 127 mm

## Aeronaves relacionadas

### Desarrollos relacionados
- F-82 Twin Mustang
- Piper PA-48 Enforcer
- Cavalier Mustang
- North American A-36 Apache
- North American FJ-1 Fury
- Rolls-Royce Mustang Mk.X
- ScaleWings SW51 Mustang (réplica de producción a escala)
- Stewart S-51D Mustang (réplica de construcción amateur)

### Aeronaves similares
- Focke-Wulf Fw 190
- Focke-Wulf Ta 152
- Messerschmitt Bf 109
- CAC CA-15
- Fiat G.55
- Macchi M.C.205
- Kawanishi N1K
- Kawasaki Ki-100
- Nakajima Ki-84
- Supermarine Spitfire
- Hawker Tempest
- Lavochkin La-9
- Yakovlev Yak-9

### Secuencias de designación
- Secuencia NA-_ (interna de North American): ← NA-70 - NA-71 - NA-72 - NA-73 - NA-74 - NA-75 - NA-76 - NA-79 - NA-81 - NA-82 - NA-83 - NA-84 - NA-85 - NA-86 -- NA-88 - NA-89 - NA-90 - NA-91 - NA-92 - NA-93 - NA-94 - NA-96 - NA-97 - NA-98 - NA-99 - NA-100 - NA-101 - NA-102 - NA-103 - NA-104 - NA-105 - NA-106 - NA-107 - NA-108 - NA-109 - NA-110 - NA-111 - NA-112 - NA-113 - NA-114 - NA-115 - NA-116 - NA-117 - NA-118 - NA-119 - NA-120 - NA-121 - NA-122 - NA-123 - NA-124 - NA-125 - NA-126 - NA-127 - NA-128 - NA-129 - NA-130 - NA-131- NA-132 - NA-133 - NA-134 - NA-135 - NA-136 - NA-137 - NA-138 - NA-139 - NA-140 - NA-141 - NA-142 →
- Secuencia P-_ (Cazas (Pursuit) del USAAC/USAAF/USAF, 1924-1962): ← XP-48 - XP-49 - XP-50 - P-51 - XP-52 - P-53 - XP-54 -- P-75 - P-76 - XP-77 - P-78 - XP-79 - P-80/F-80 - XP-81 →
- Secuencia F-_ (Aviones de Reconocimiento del USAAC/USAAF/USAF (Prefijo F-), 1930-1948): ← F-3 - F-4 - F-5 - F-6 - F-7 - F-8 - F-9 →
- Secuencia Alfanumérica de la Fuerza Aérea Sueca, 1940-presente: ← Sk 25 - Sk 26 - B/S 26 - J/S 26 - J 27 - A/J/Sk 28 - A/J/S 29 →